# Musée des Beaux-Arts et d'Archéologie de Troyes
« Musée des beaux-arts de Troyes » redirige ici. Pour les autres significations, voir Musée des beaux-arts.
Le musée des Beaux-Arts et d'Archéologie de la ville de Troyes en région Grand Est, officiellement appelé musée Saint-Loup, est le principal musée d'art et d'archéologie de la ville avec le musée d'Art moderne. Il est abrité depuis 1830 dans l'ancienne abbaye Saint-Loup, édifiée aux XVIIe et XVIIIe siècles.

## Histoire
En 1792, l'Assemblée départementale souhaitait fonder un musée et demanda à la Convention l'autorisation d'utiliser l'ancienne abbaye de Notre-Dame-Aux-Nonnains, des commissaires furent envoyés dans le département pour y collecter des objets à mettre en ce musée. Pendant ce temps l'architecte Milony rassemblait des statues au rez-de-chaussée de l'abbaye Saint-Loup qui provenaient des églises et couvents supprimés.
En 1829, la Société académique de l'Aube renouvelait le projet qui n'avait pas abouti, la ville concédait les bâtiments de l'abbaye Saint-Loup qui aboutit à l'ouverture d'une première salle en 1831. Sept tableaux, dix statues et une collection minéralogique.
En 1833, la donation de Dominique Morlot ajoutait 46 tableaux, des émaux des maquettes et plans à ce fonds. Y furent ajoutées les saisies révolutionnaires conservées à l'hôtel du département. En 1850, il y avait 130 tableaux.
Pour agrandir le musée, le pavillon Simart fut élevé en 1860, le pavillon Buissonnet en 1891 pour agrandir la bibliothèque, puis le pavillon Audiffred en 1892.

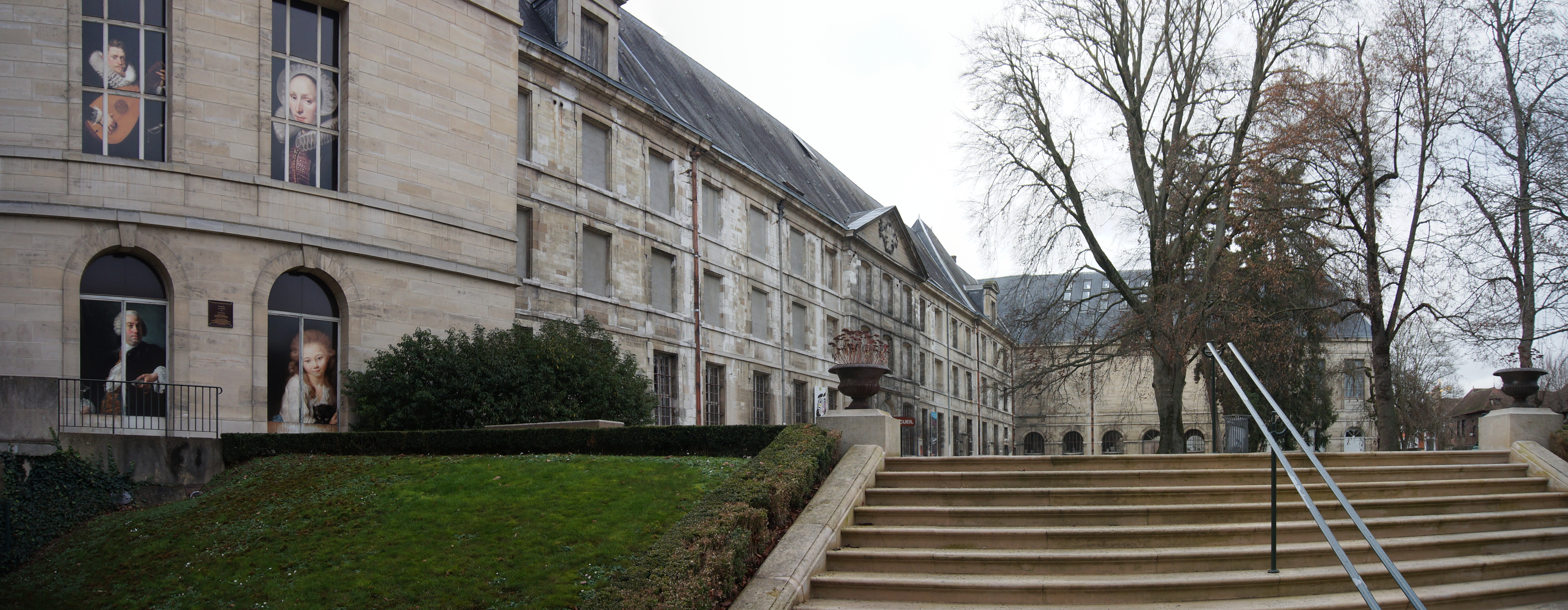
Entrée, côté parc,
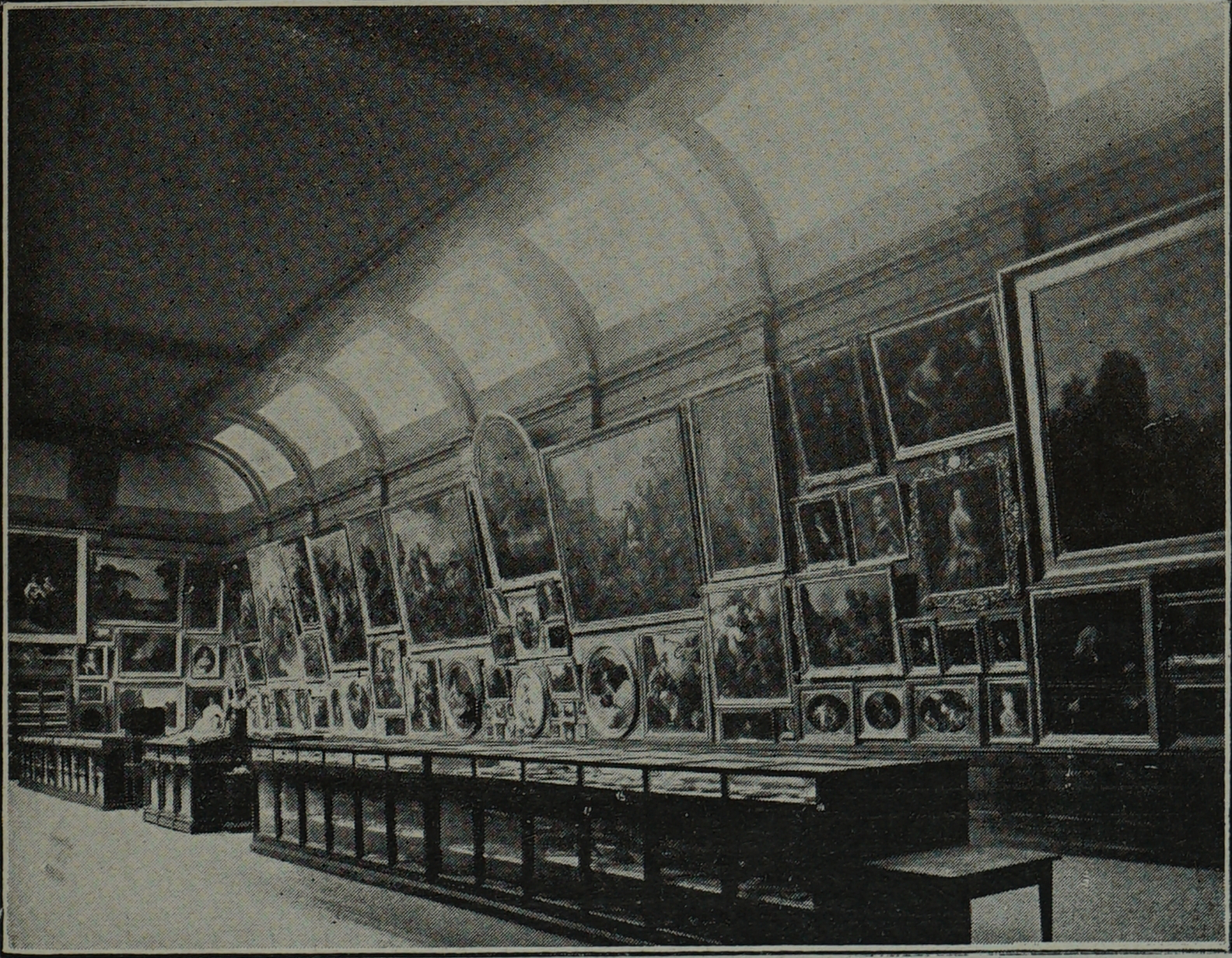
salle avec ancienne muséographie,
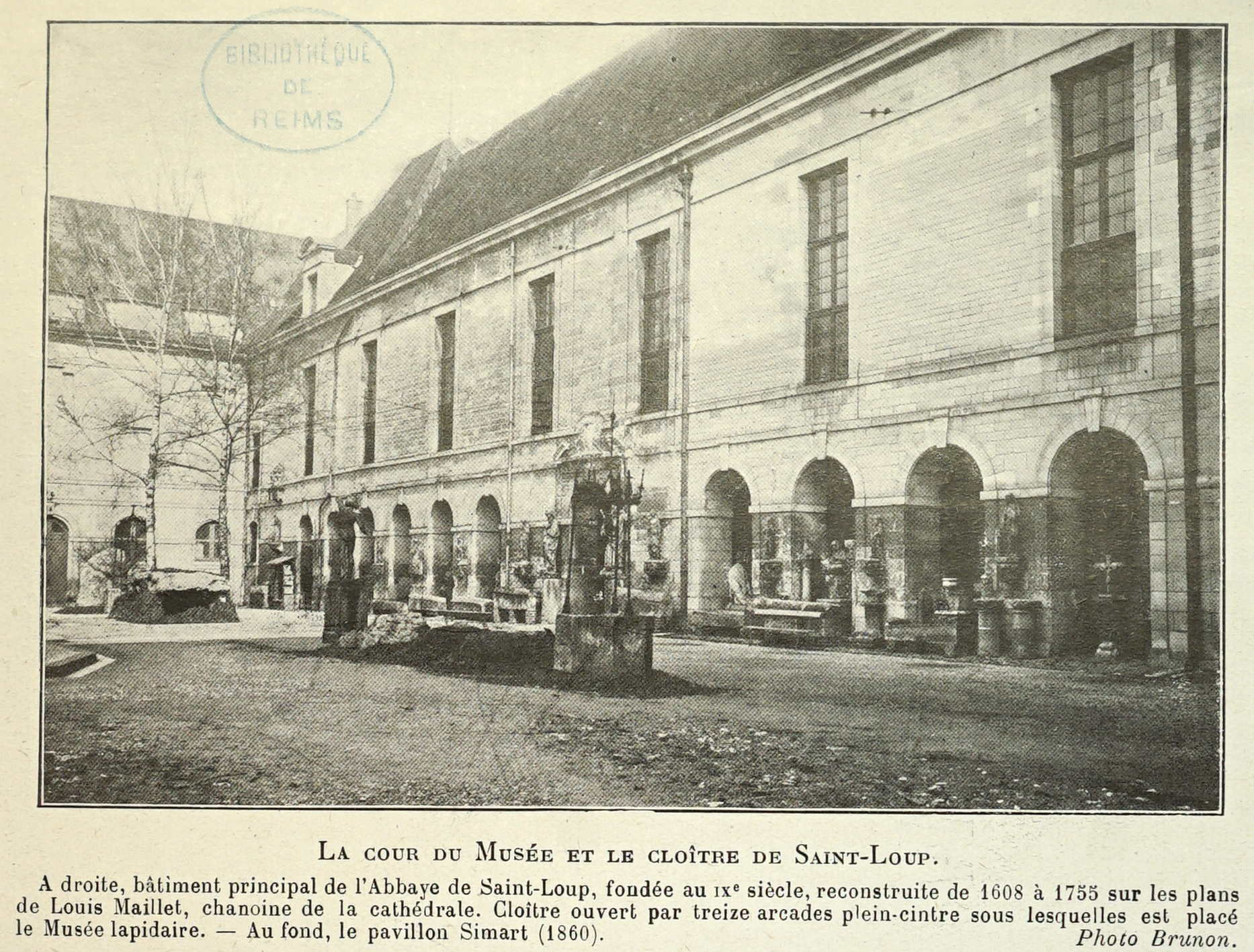
sur cour.

## Collections
Les importantes collections du musée couvrent l'évolution de différents arts appliqués jusqu'au XIXe siècle et comprennent objets d'art, pièces d'archéologie, mobilier, arts graphiques, sculptures et peintures.

### Histoire naturelle
Autour d'une collection d'animaux naturalisés, de squelettes, tant locales que du reste de la planète, des activités de découvertes et de sensibilisation sont mises en place.

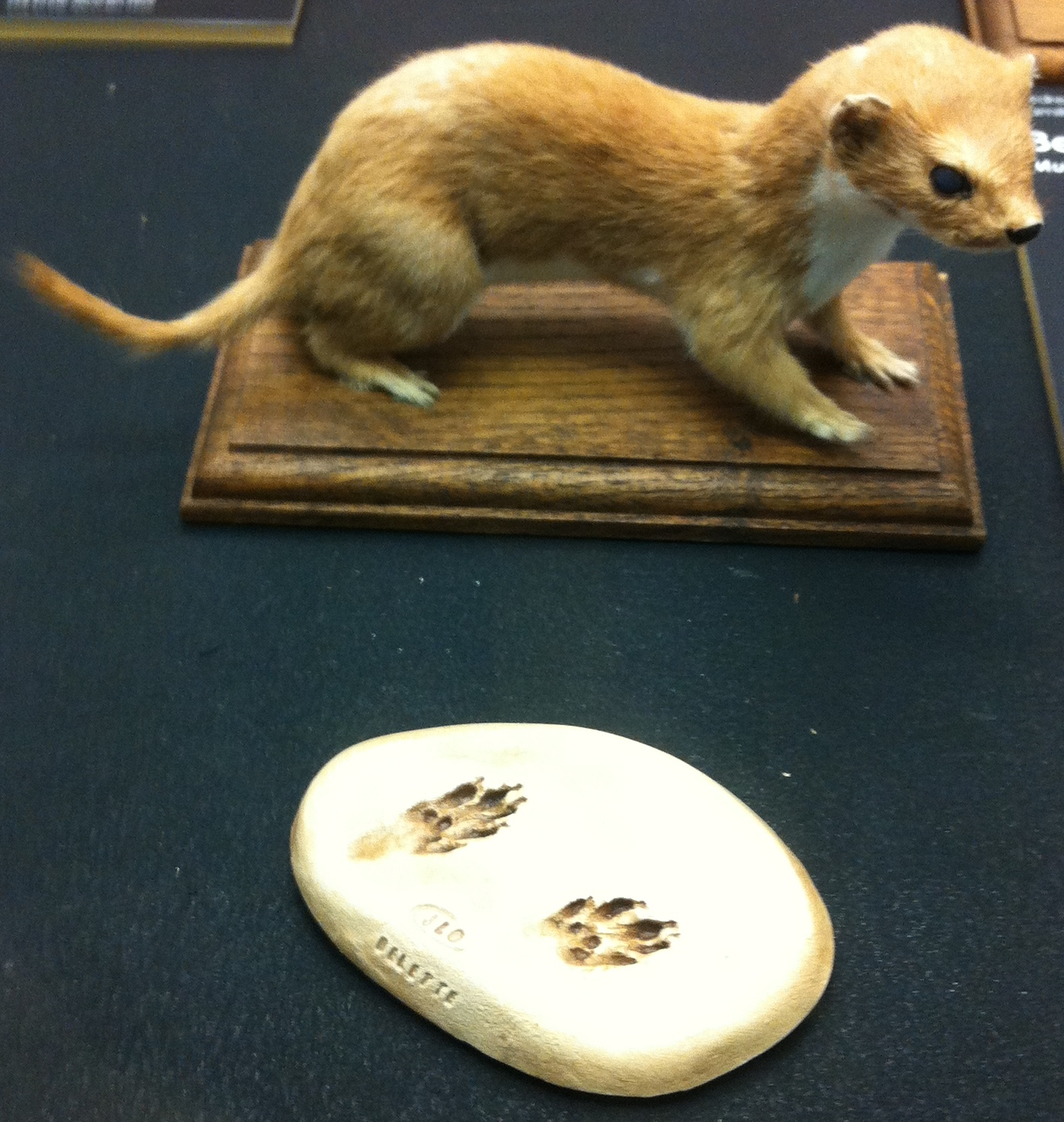
Belette empaillée.
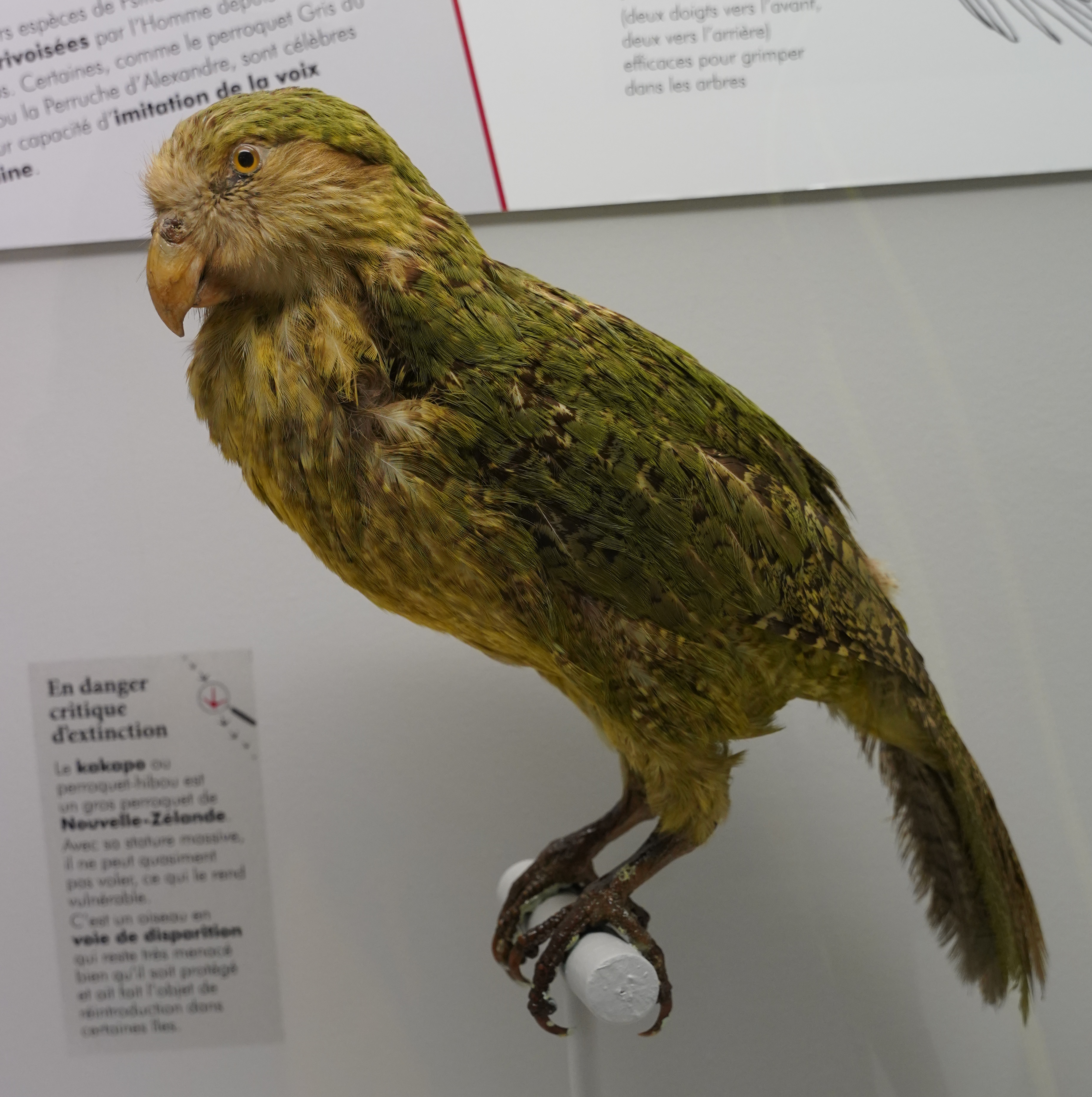
Strigops kakapo en voie d'extinction,
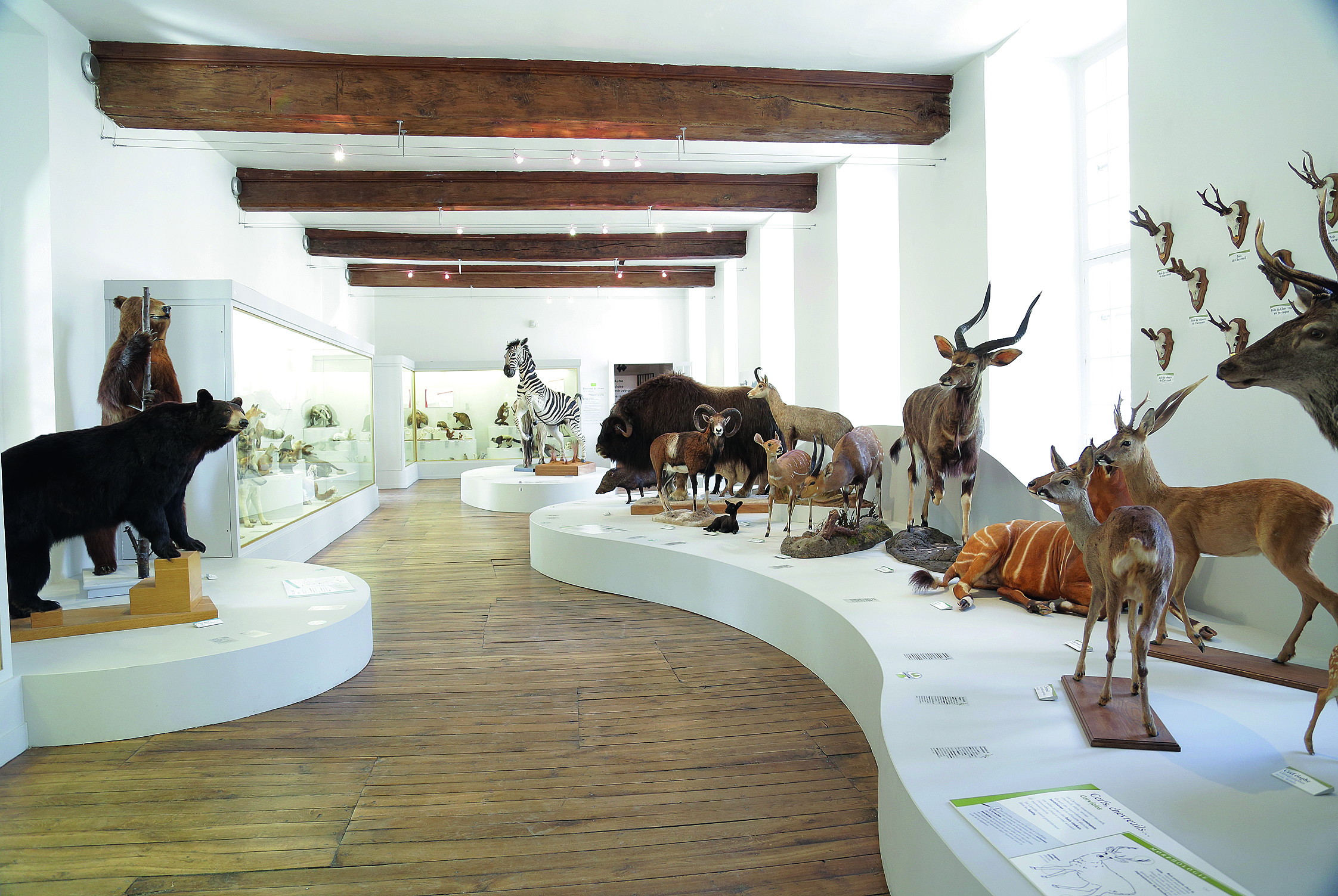
Salle du muséum d'Histoire naturelle de Troyes
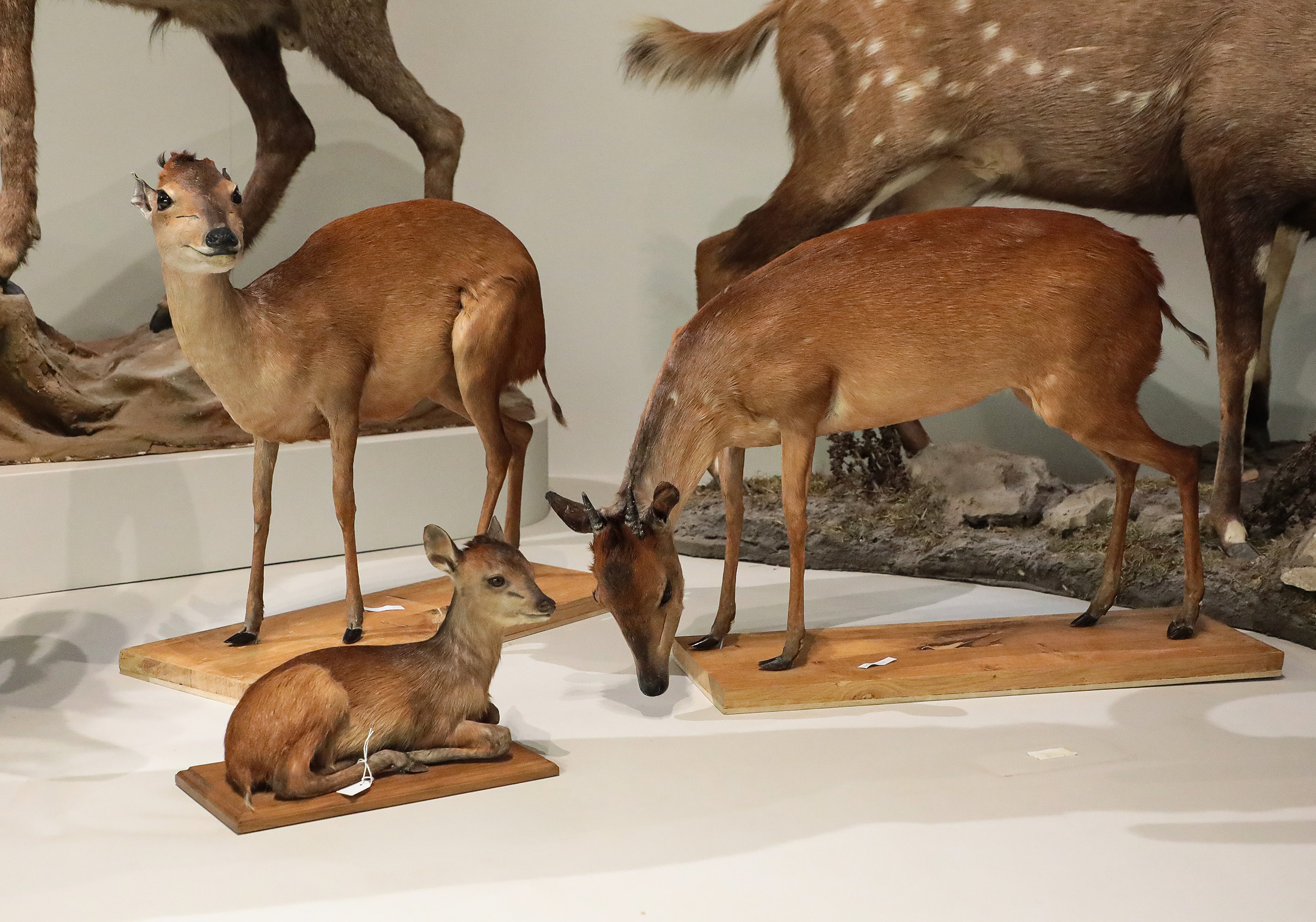
Antilopes - Muséum d'Histoire naturelle de Troyes

### Peinture

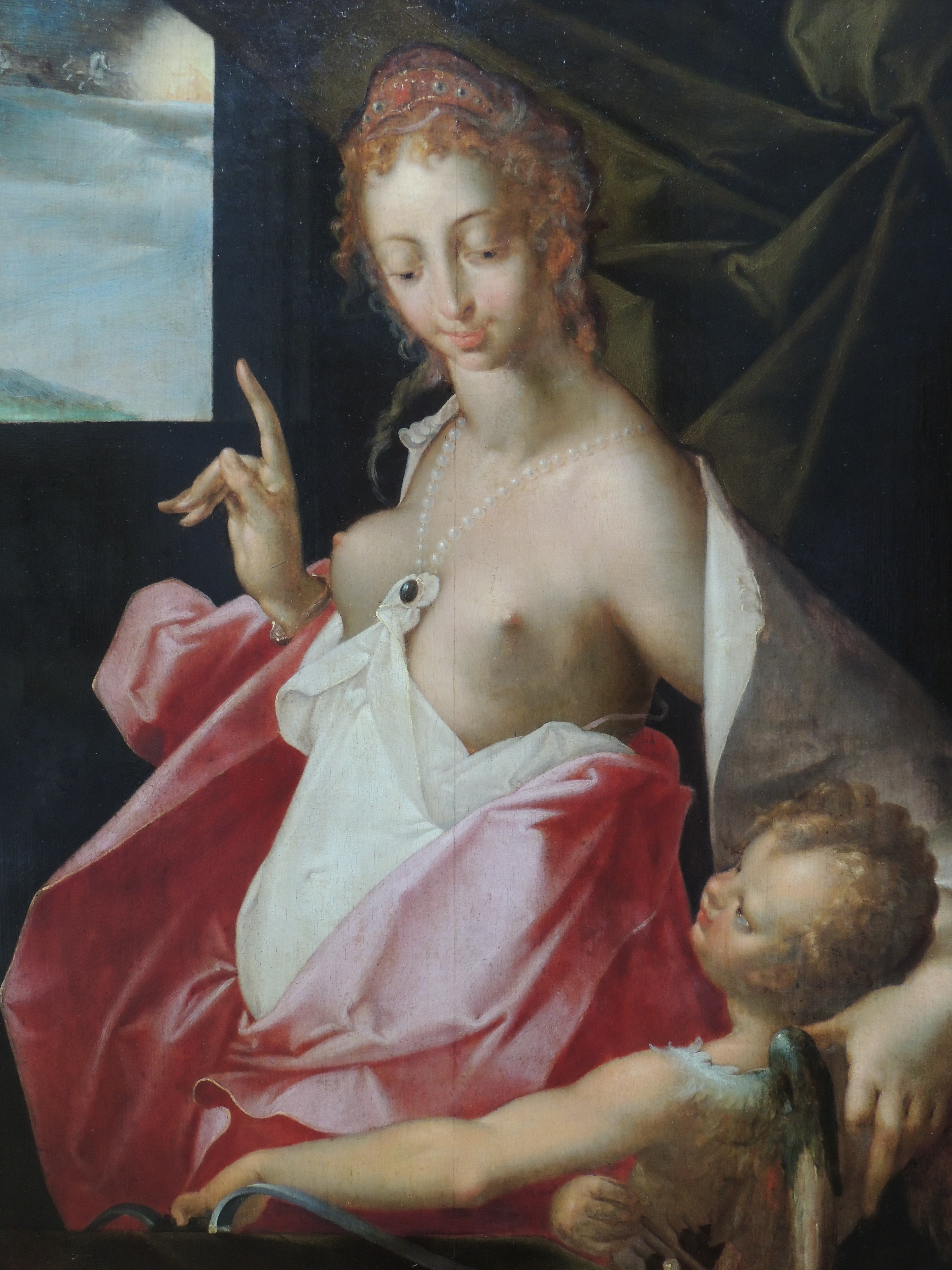
Vénus et l'Amour par Bartholomeus Spranger.

Le musée expose des peintures françaises, italiennes, flamandes et hollandaises du Moyen Age au XIXe siècle. Parmi les œuvres flamandes et hollandaises, on note des tableaux de Bartholomeus Spranger, Joos van Cleve, Melchior d'Hondecoeter, Jan Van Bijlert, attribué à Pierre Paul Rubens (L'Homme au luth), de l'atelier de Van Dyck. La peinture française du XVIIe siècle est représentée par Lubin Baugin (L'Enfance de Jupiter, l'un des rares sujets mythologiques peint par ce peintre), Pierre Mignard (natif de Troyes, avec notamment Saint Luc peignant la Vierge, 1695, son dernier tableau), Nicolas Mignard, Charles Le Brun (Érection de la Croix), Philippe de Champaigne (Saint Paul et La réception du duc de Longueville dans l'ordre du Saint-Esprit). Pour la peinture italienne, on trouve des œuvres de Giotto (Calvaire avec saint François d'Assise), de Giorgio Vasari (La Cène), Francesco Albani, Giuseppe Recco, Giovanni Battista Crespi et Bernardo Bellotto (Ruines de Dresde).
La collection de peintures françaises du XVIIIe siècle renferme des toiles d'Antoine Watteau (L'Aventurière et L'Enchanteur, tous deux de 1712), Jean Jouvenet, François Desportes, Hyacinthe Rigaud, François Boucher, Charles Natoire (très grande collection de plus de 20 toiles provenant de décorations de châteaux de la région troyenne, certaines commandées par l'homme d'État Philibert Orry), Jean Honoré Fragonard, Maurice Quentin de La Tour, Joseph-Marie Vien, Jean-Baptiste Greuze, Hubert Robert, Joseph Vernet, Élisabeth Vigée Le Brun et Jacques-Louis David. Pour le XIXe siècle, on compte des œuvres Heinrich Füssli, Théodore Géricault, Antoine-Jean Gros, Théodule Ribot.

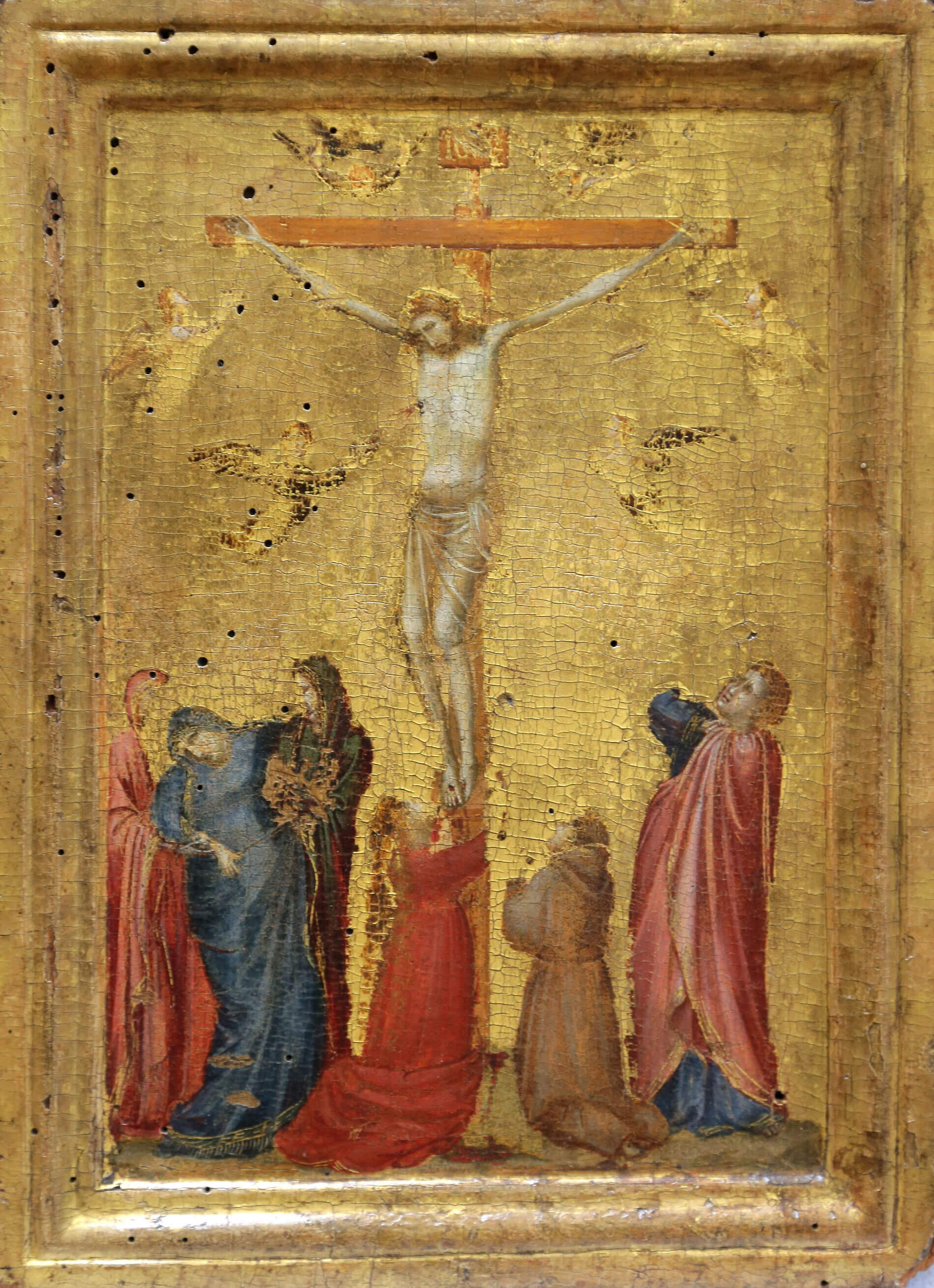
Giotto di Bondone, Calvaire avec saint François d'Assise (vers 1315-1320).
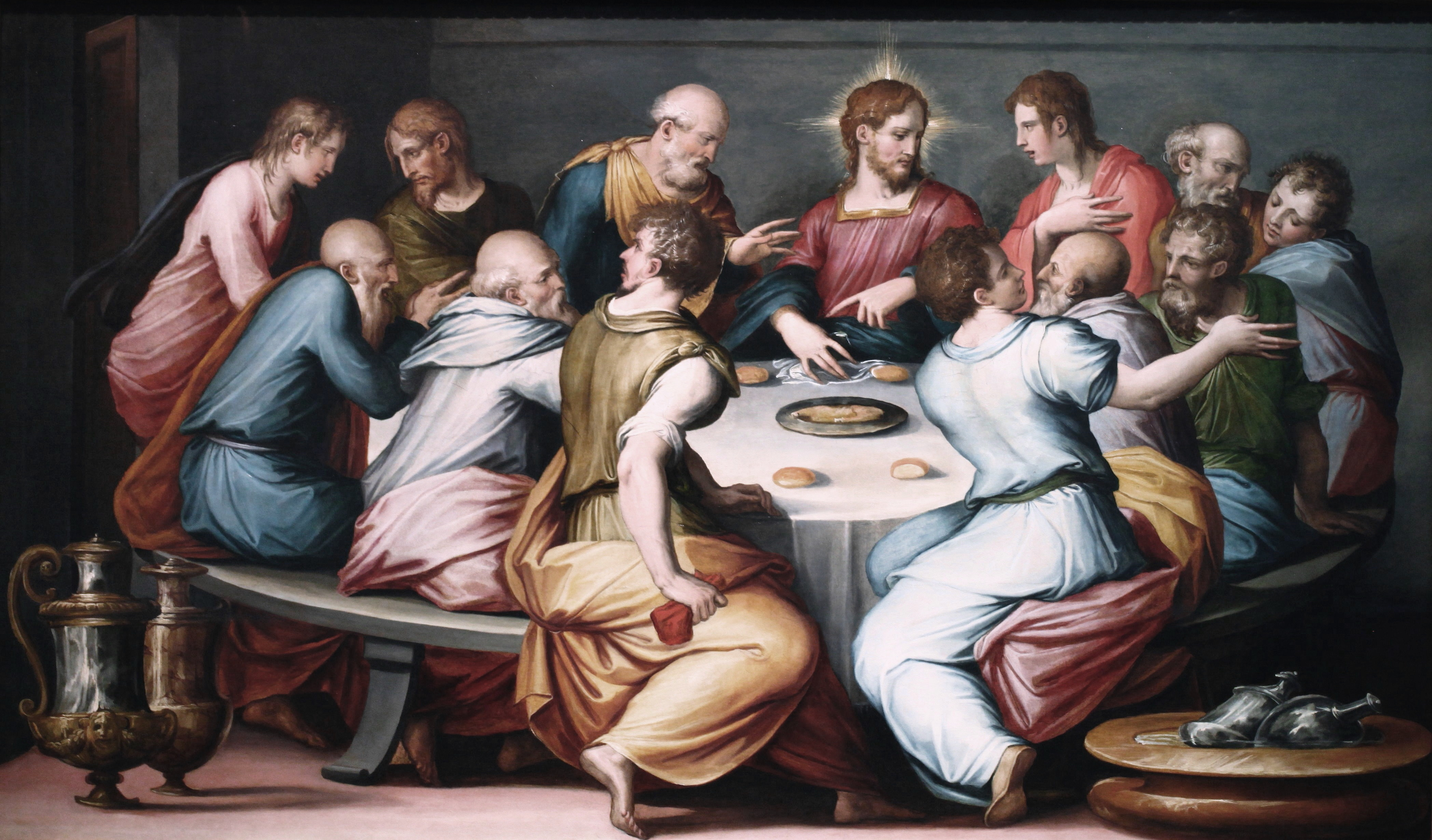
Giorgio Vasari, La Cène (1545).
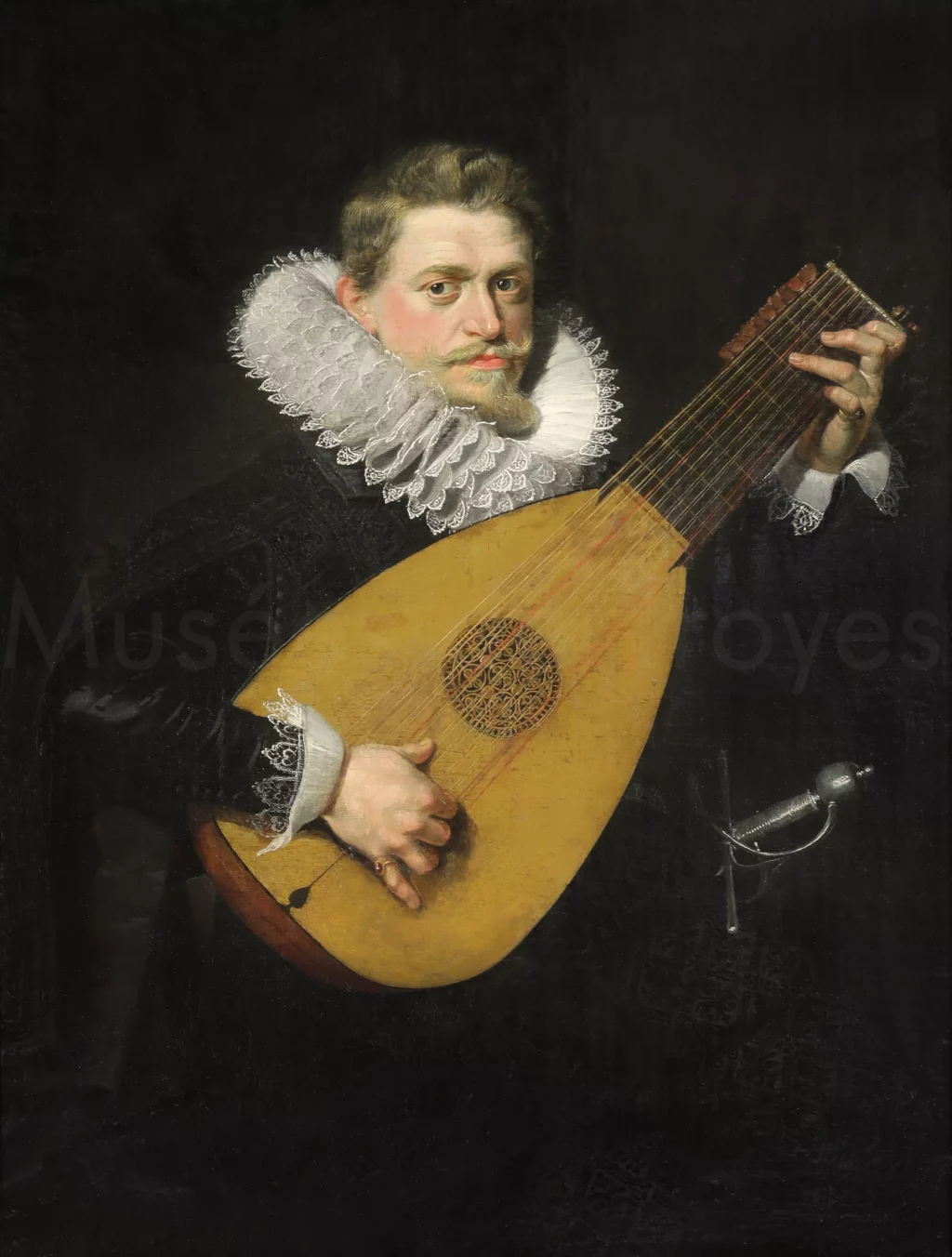
Pierre Paul Rubens ?, L'Homme au luth (premier quart du XVIIe siècle).
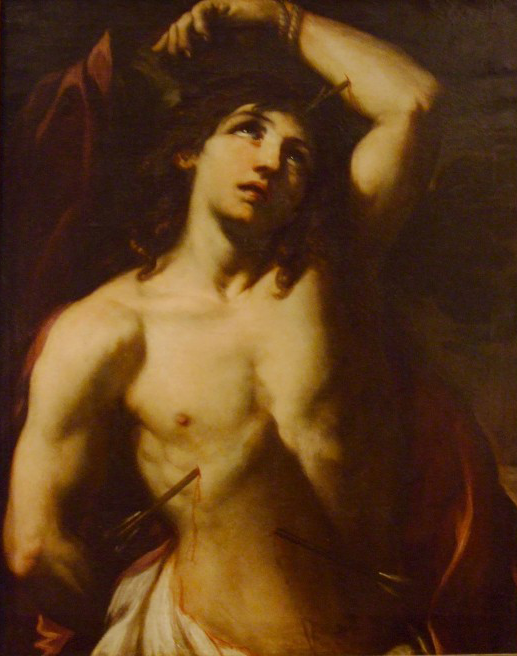
Giacinto Brandi, Saint Sébastien (vers 1650).
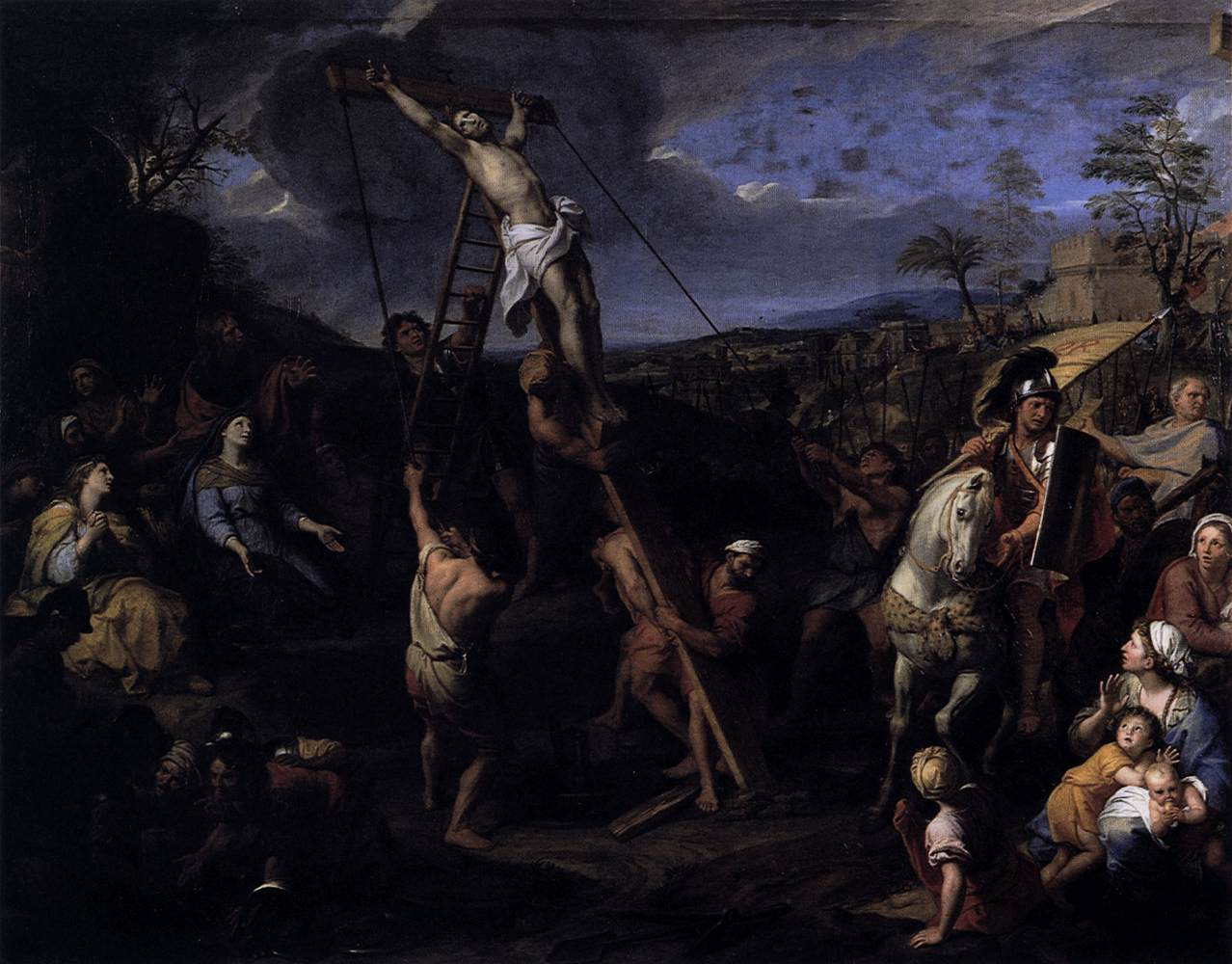
Charles Le Brun, Érection de la Croix (1685).
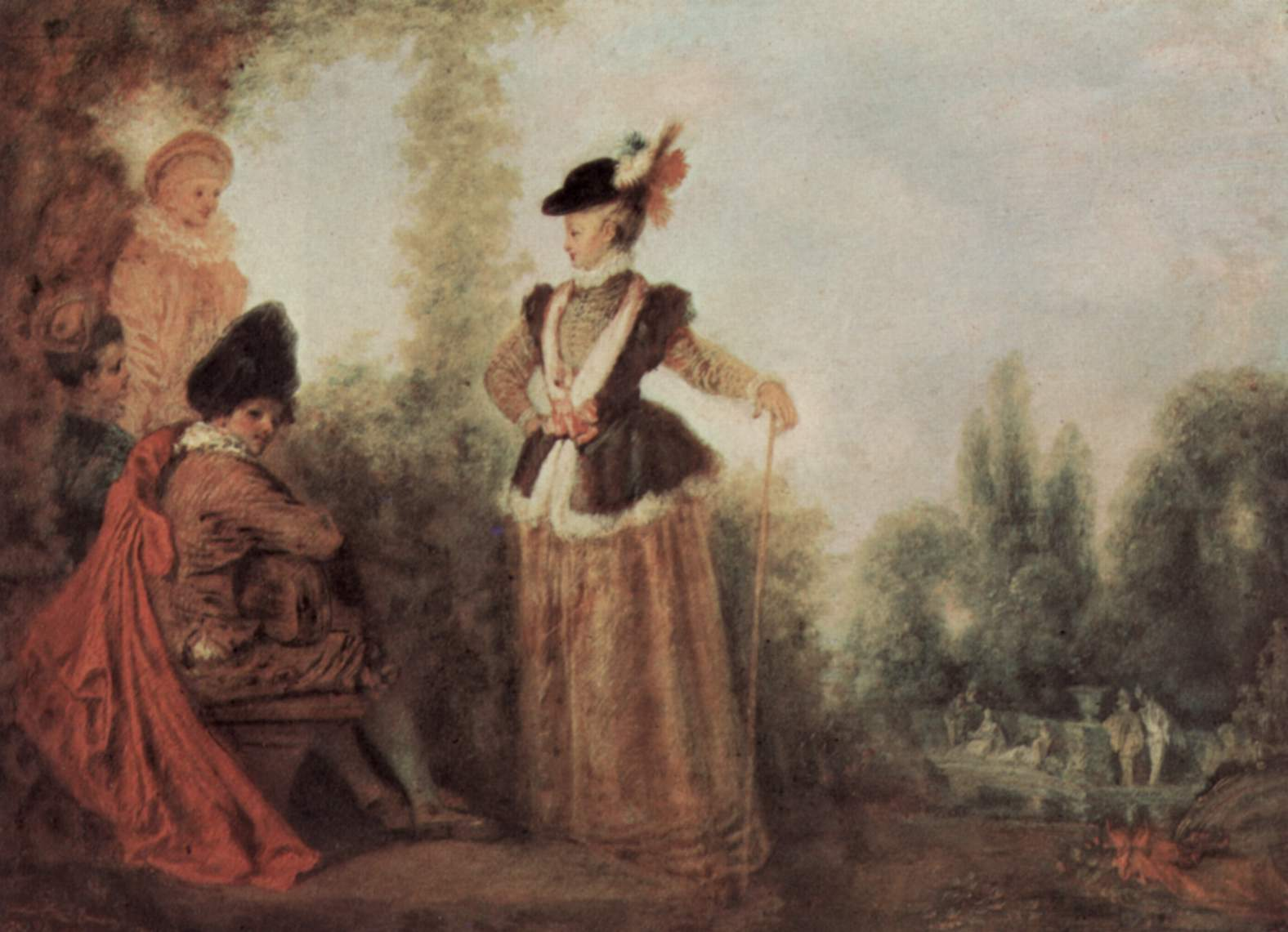
Antoine Watteau, L'Aventurière (1712).
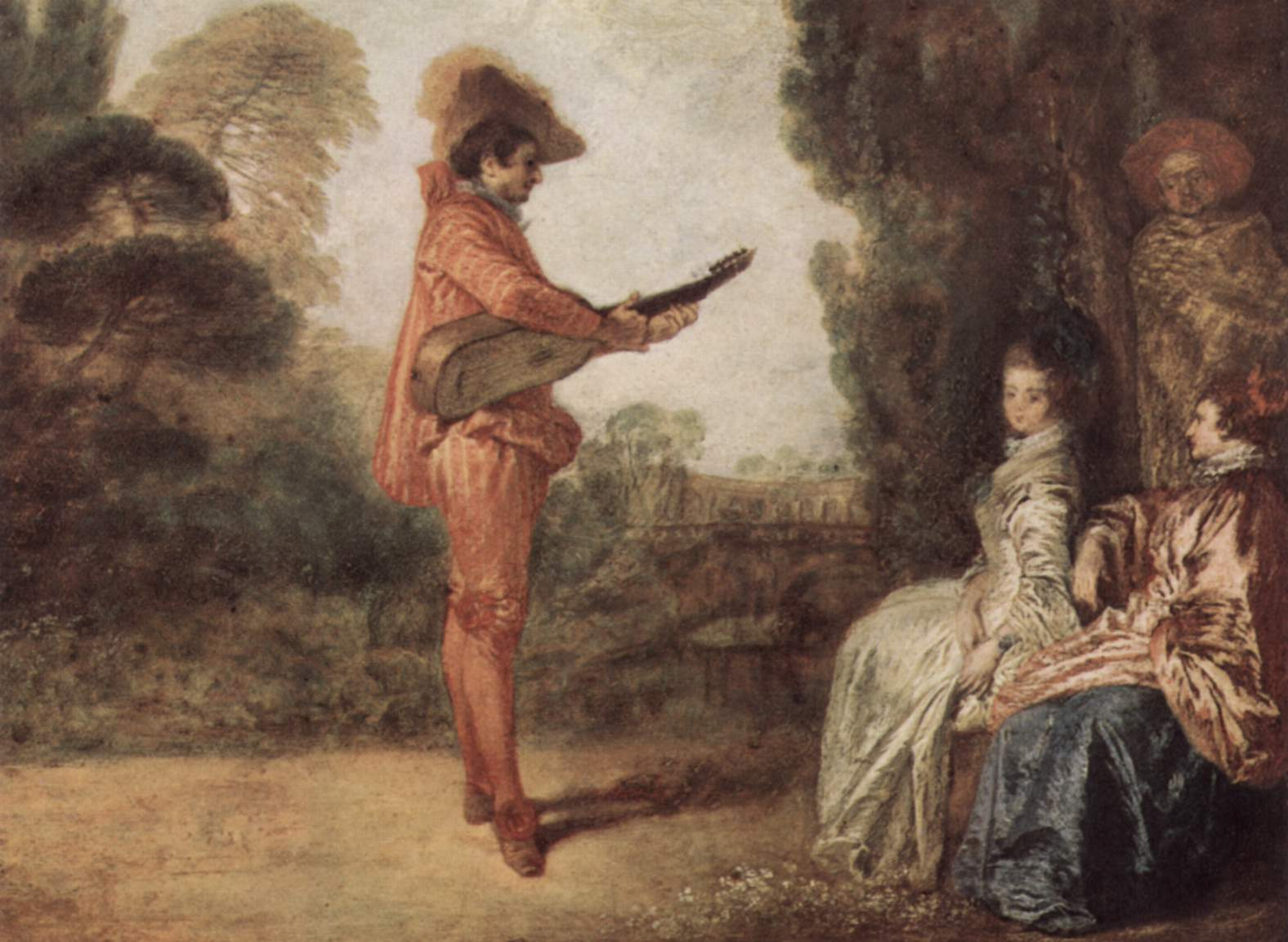
Antoine Watteau, L'Enchanteur (1712).
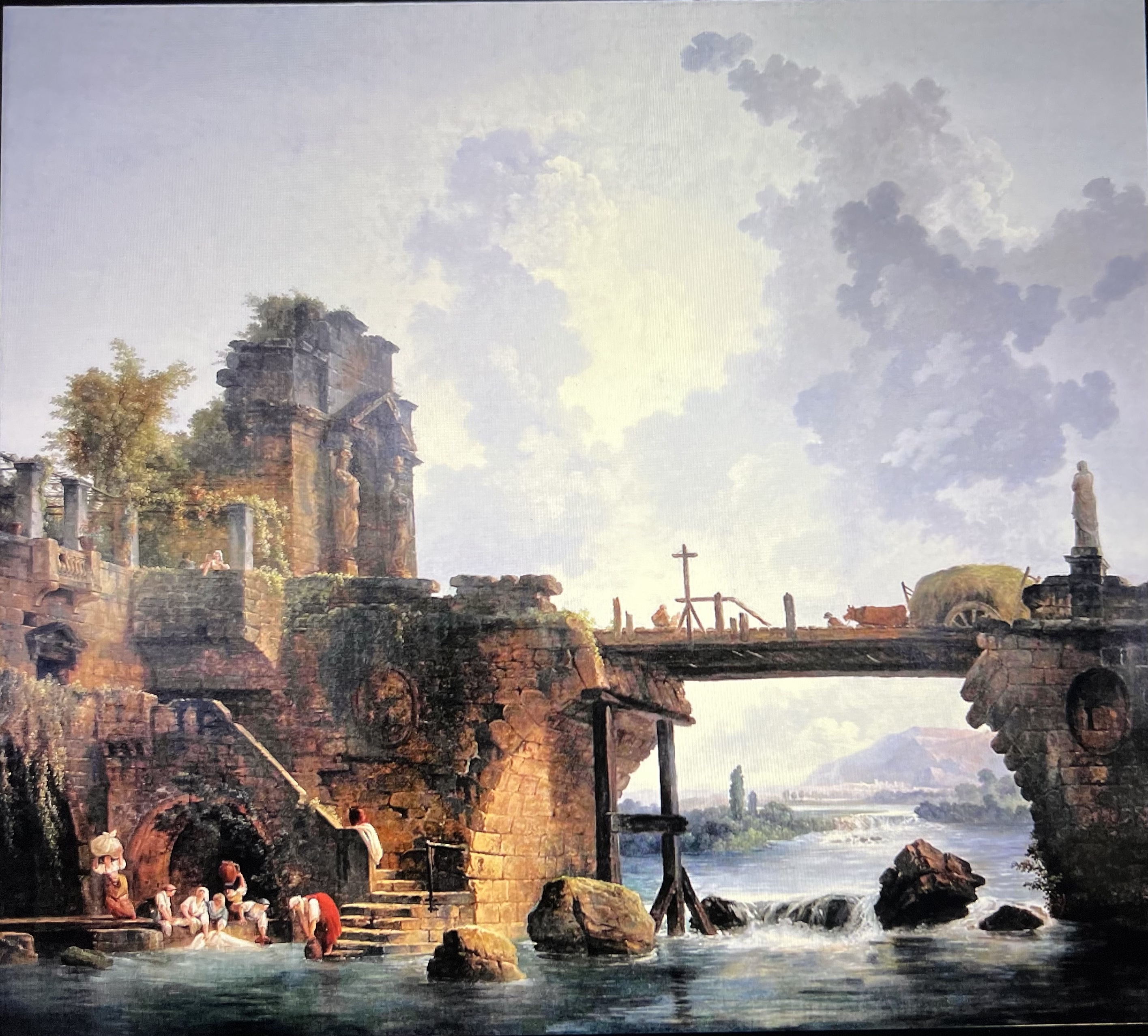
Hubert Robert, Ruines d'un pont romain (quatrième quart du XVIIIe siècle).
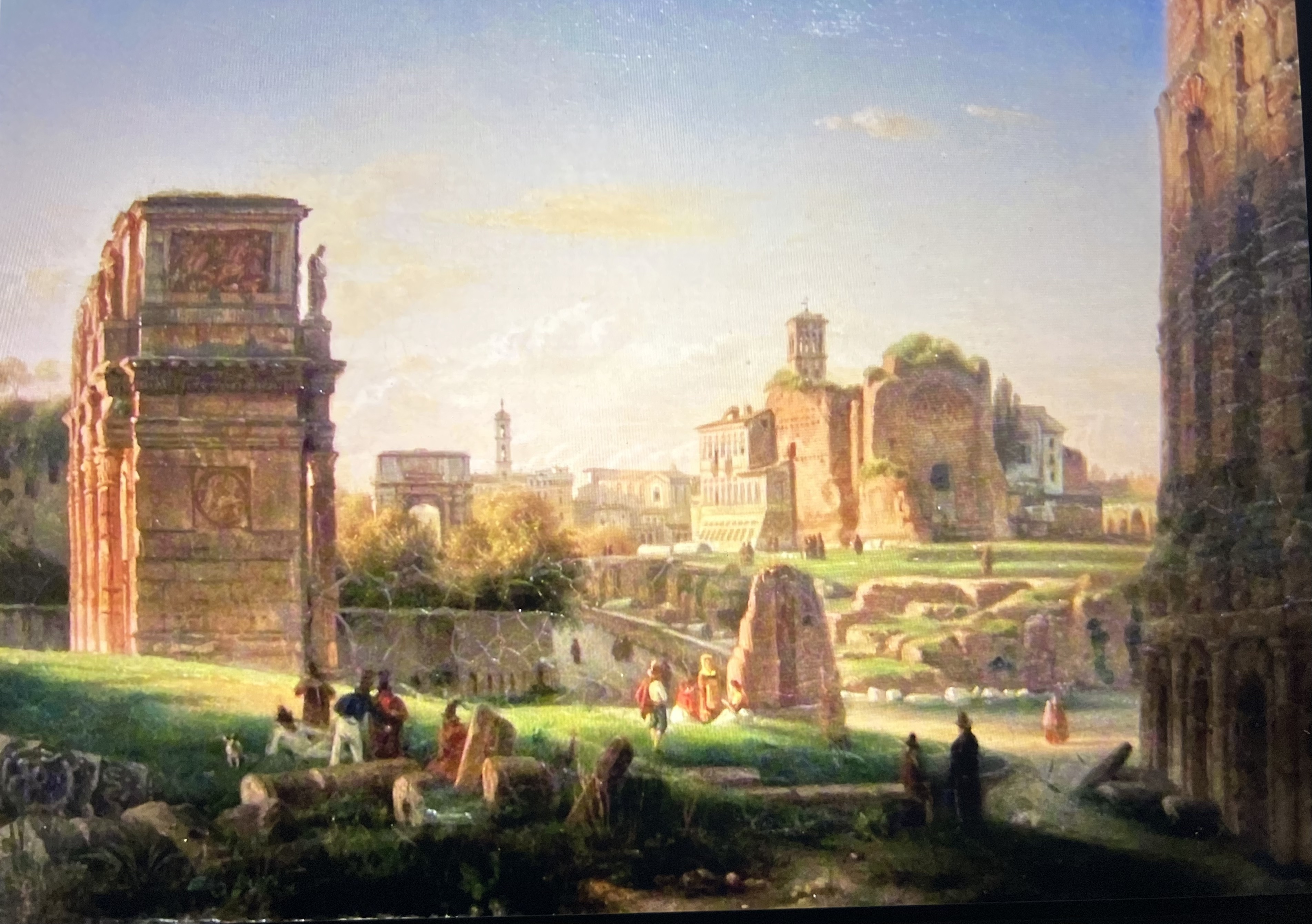
Edmond Joinville, Le Forum romain (deuxième quart du XIXe siècle).
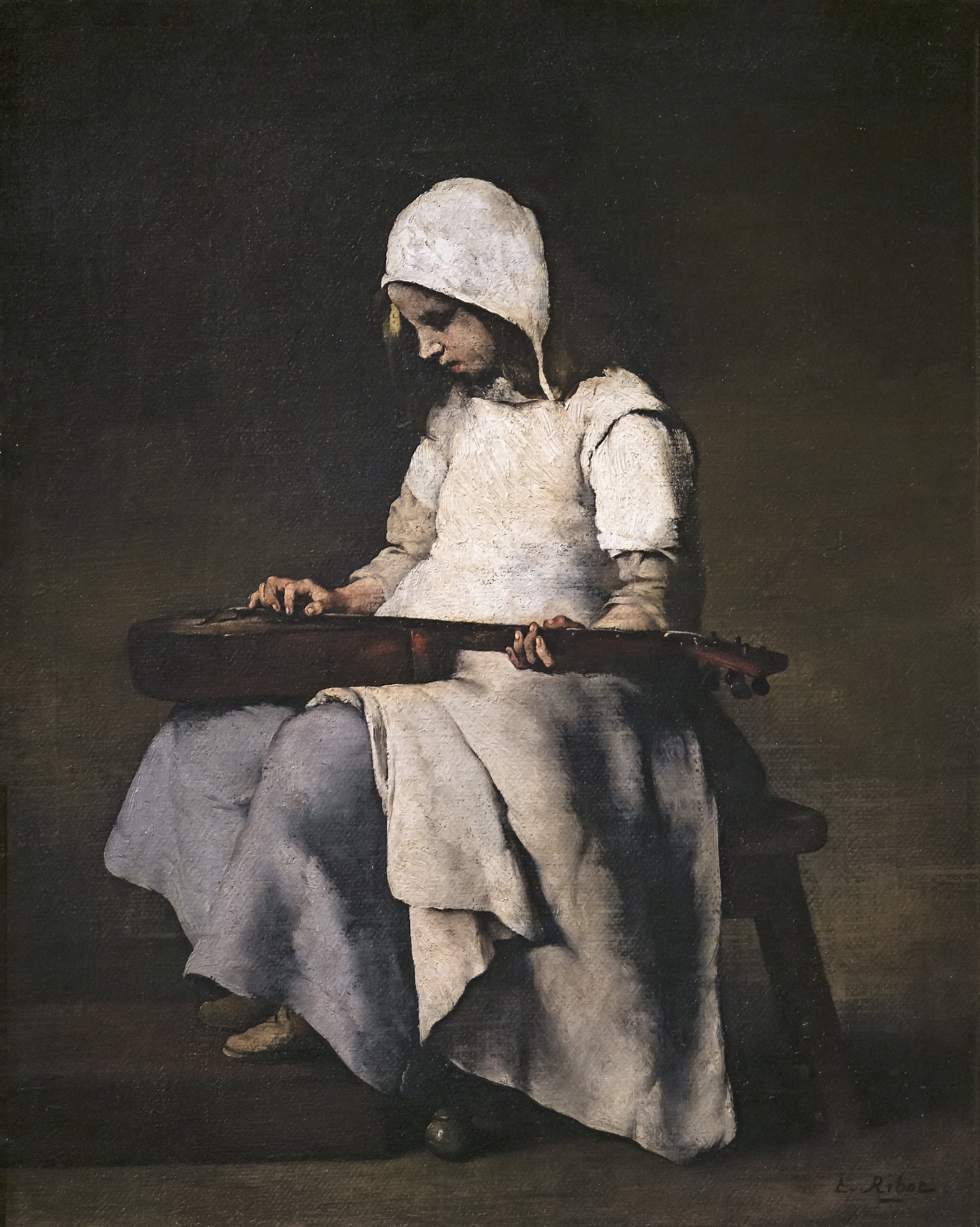
Théodule Ribot, La jeune fille à la guitare , Huile sur toile

### Archéologie
Les collections d'archéologie du musée sont installées dans les caves voûtées de l'ancienne abbaye. Présentées selon un ordre à la fois thématique et chronologique, elles couvrent la période allant de la Préhistoire jusqu'à l'époque mérovingienne.
Parmi les pièces exposées on distingue notamment, une collection de polissoirs et l'Apollon de Vaupoisson, un très beau bronze gallo-romain découvert en France. Sont également présentés des objets d'archéologie classique provenant d'Égypte, de Grèce ainsi que d'Étrurie.

#### Le trésor de Pouan
Le trésor de Pouan, nommé le tombeau de Théodoric est une découverte archéologique qui regroupe armes et bijoux provenant d'une tombe princière du Ve siècle. Découvert le 22 août 1842 à Pouan-les-Vallées par le manouvrier Baptiste Buttat au lieu-dit Haut de Marisy maintenant nommé Le Martrait. C'est un fond de cailloux alluvionnaires recouvert par une couche de terre arable. Ces pièces furent proposée à Corrard de Bréban, conservateur au musée, qui ne gardait que l'épée et le scramasaxe. Les autres objets furent acquis par un bijoutier à Troyes, objets qui furent présentés au Congrès archéologique de France du 9 juin 1853 qui avait lieu à Troyes. M Achille Peigné-Delacourt en dressa une minutieuse description et intervint auprès de l'Empereur pour que ces pièces ne soient pas disséminées. Le trésor fut acquis par Napoléon III en 1858 et offert au musée le 11 mars 1860.
Composition
- Bijoux : 
  - un torque d'or de 84 g ayant une section octogonale qui se rétrécit vers les extrémités avec un système de fermoir. Trois rangs d'ocelles décorent le torque ;
  - un bracelet ouvert de 141 g d'or ouvert et à tampons ;
  - deux boucles à ardillon droit de 118 g et 29 g d'or ;
  - une bague de 40 g d'or avec HEVA gravé sur le chaton.
- Armes :
  - une épée de 873 mm par 3 mm et 6 8mm (au maximum) faite de trois bandes damassée et soudée, la poignée est formée d'un pommeau en forme d'olive ayant à son sommet quatre grenats, deux circulaires et deux en forme de larme. La fusée est décorée de cinq nervures perpendiculaires sur une feuille d'or. La garde est une plaquette d'argent fixée sous un élément disparu (bois ?) ;
  - un scramasaxe : de forme longue, 602 par 30 mm au maximum, de section rectangulaire. La poignée est parée d'une feuille d'or avec des rainures transversales, la garde est faite d'une bande large d'or orné d'un quadrillage. Le pommeau est en forme de feuille orné de grenats sur un cloisonné.
- Fermoirs : 
  - un grenat cerclé d'or fixé à un anneau pouvant être attaché à du cuir ;
  - deux fermoirs, de ceinture ou d’aumônière, formé de grenats en cloisonné ;
  - une pièce d'orfèvrerie, très abîmé et ayant perdu ses grenats (?) :
  - un fermoir de grenats en cloisonné mais de facture très différente qui fait penser qu'il ne provient pas du trésor de Pouan mais peut-être de Fontenay-le-Comte.

M. Peigné-Delacourt, attribue à Théodoric, le roi de Wisigoths, tué en 451 à la bataille des champs catalauniques, le squelette et les ornements trouvés à Pouan.
Selon Michel Kazanski c'est une tombe de la deuxième moitié du Ve siècle d'un guerrier aristocratique.

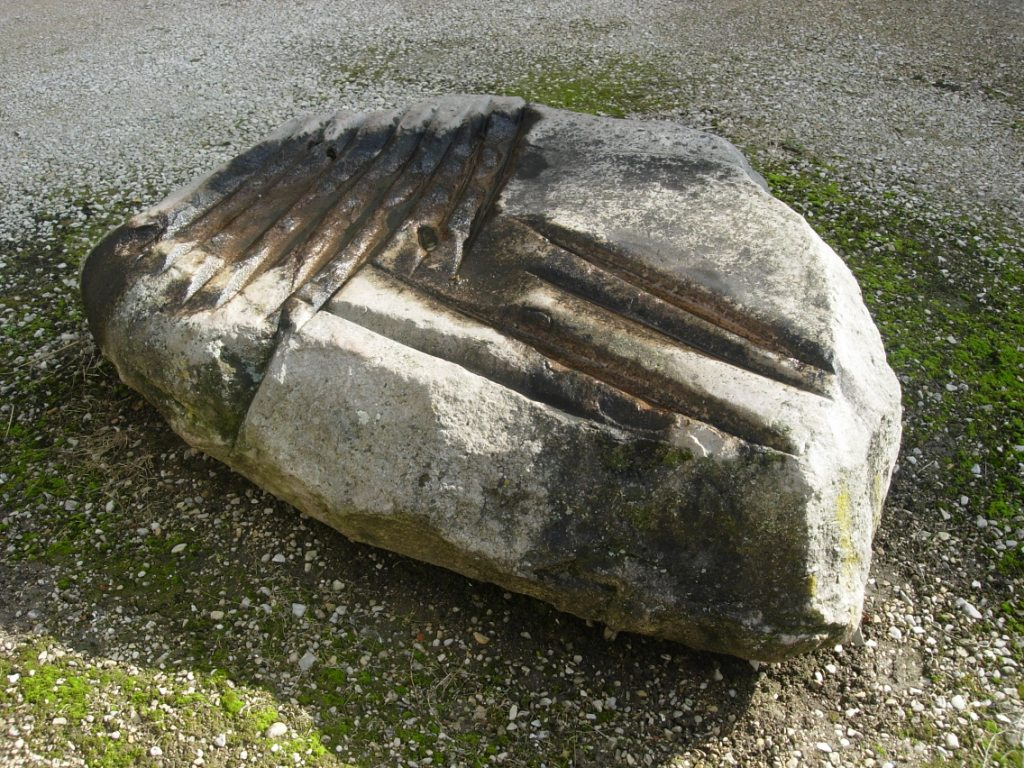
Polissoir d'Ossey-les-Trois-Maisons.
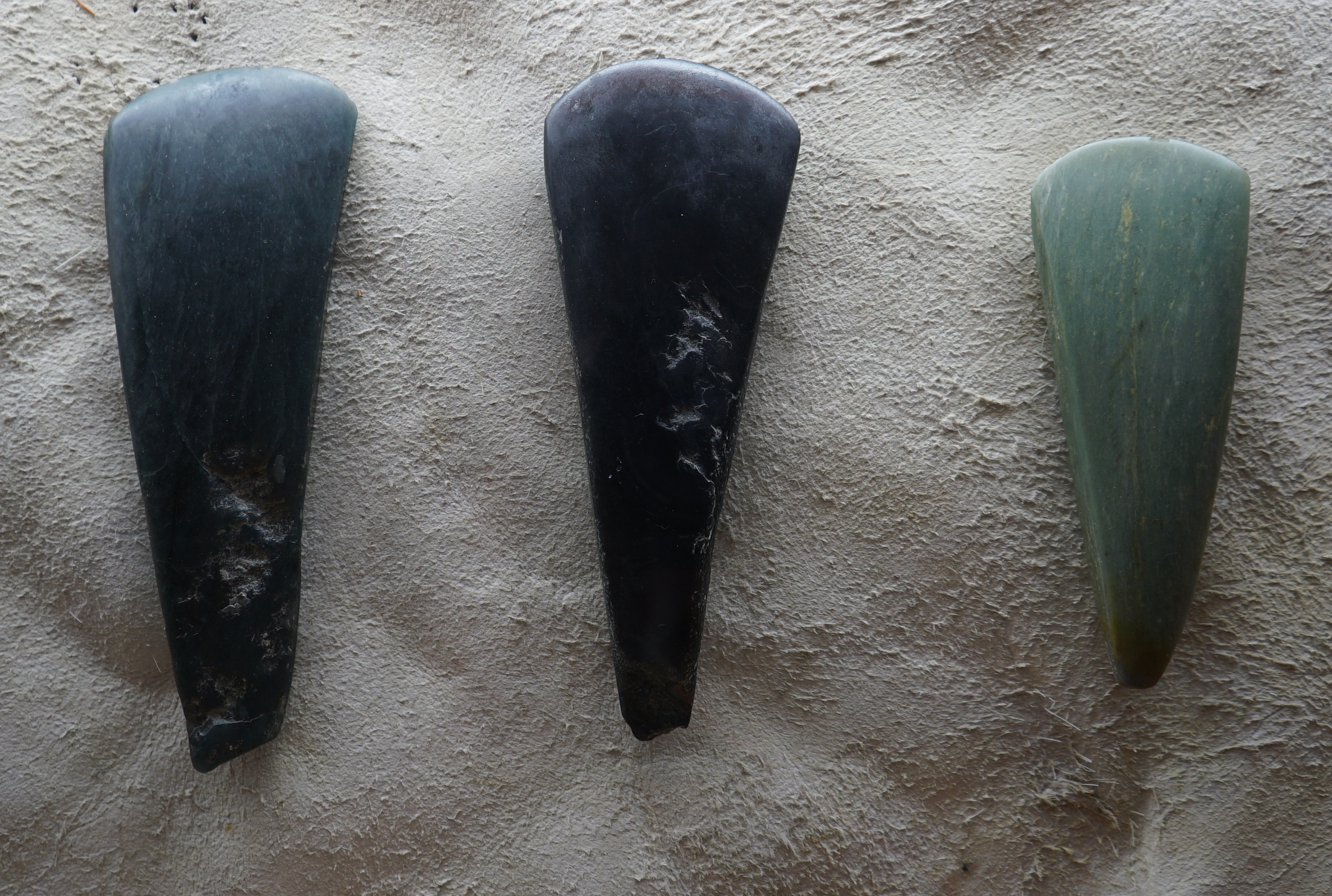
Haches en pierre polie du trésor de Sivrey.
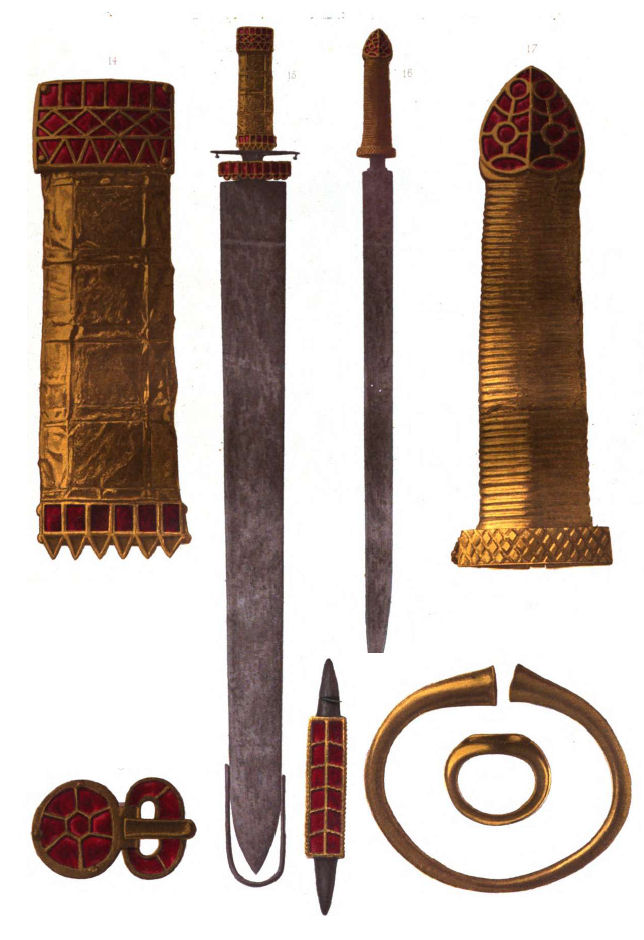
Le trésor représenté dans un dessin du XIXe siècle.
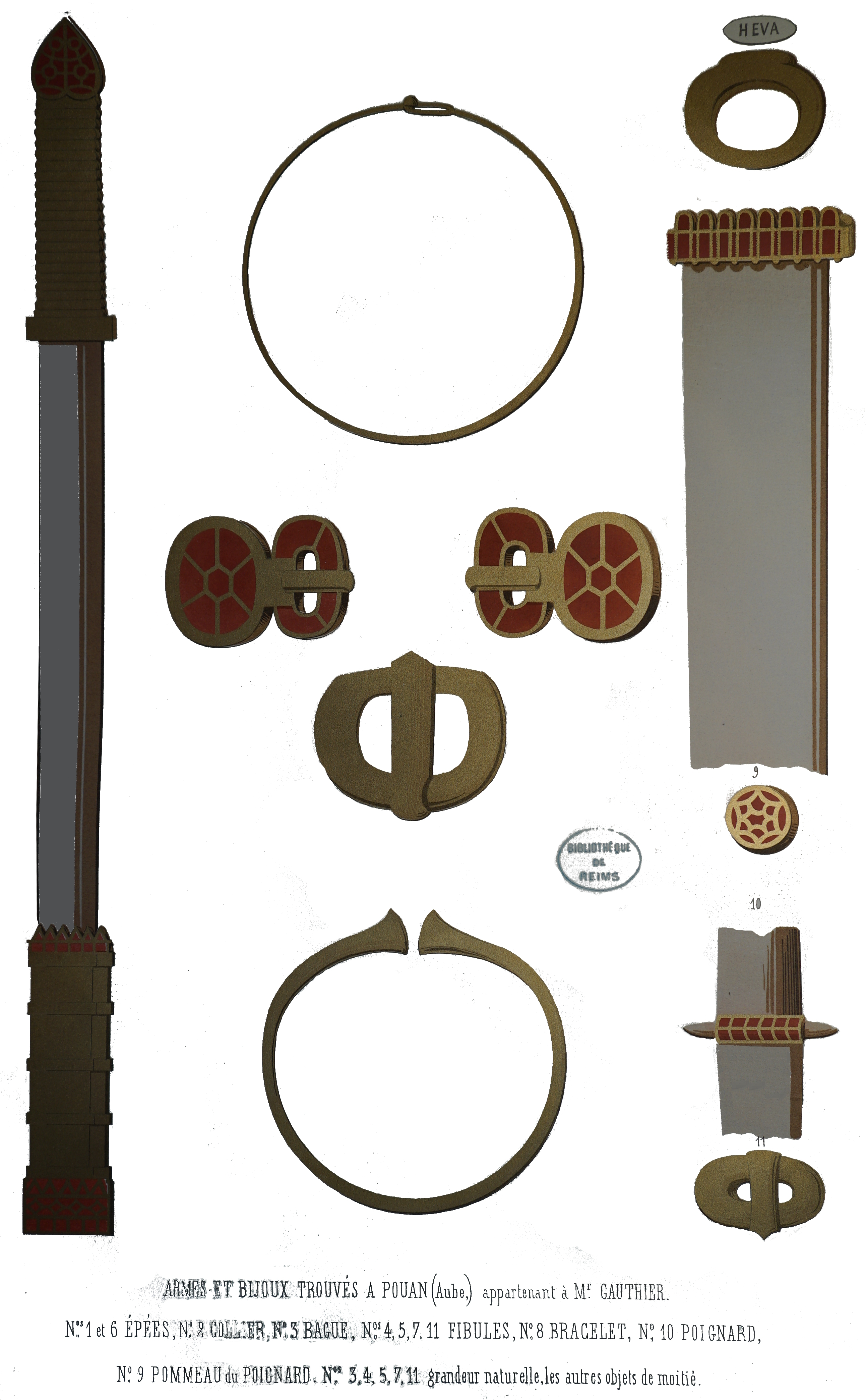
Autre dessin avec les fermoirs et le texte de la bague.
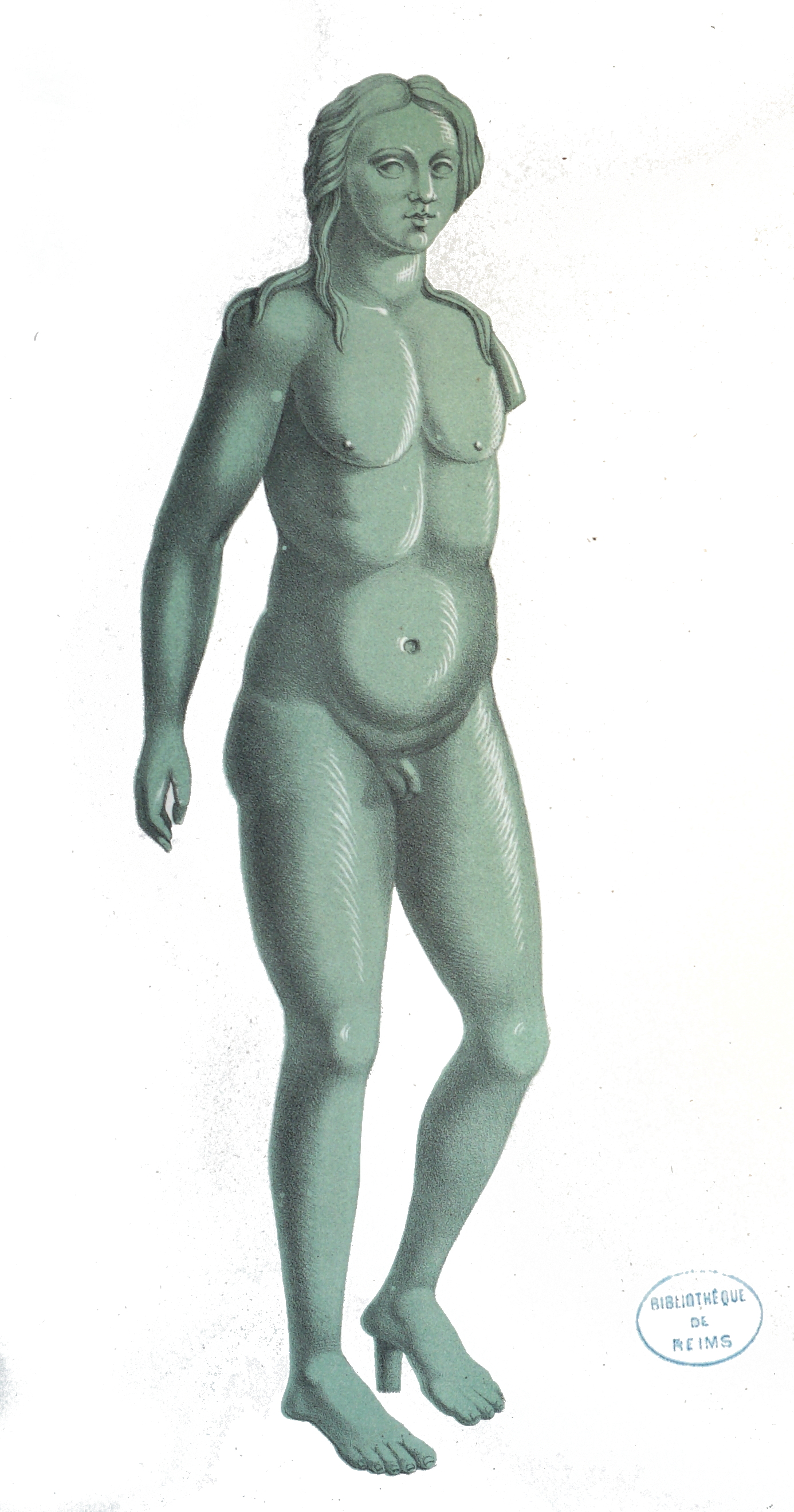
Apollon de vaupoisson.

### Sculpture
Le musée expose notamment un buste de Louis XIV par l'un des plus grands sculpteurs du XVIIe siècle, François Girardon, maître du classicisme versaillais et natif de Troyes. Pour le XIXe siècle, on remarque notamment un précieux buste polychrome représentant une femme juive d'Alger par Charles Cordier, spécialiste de la sculpture ethnographique et de l'association de divers matériaux pour mettre en couleur ses bustes avec un effet très réaliste. Parmi les sculpteurs locaux, on peut citer Jules Édouard Valtat dont on remarque un Oreste poursuivi par les Furies après le meurtre de sa mère, bas-relief en plâtre ; Adam et Ève, groupe colossal en plâtre, ainsi que Faune et Bacchante, groupe en plâtre, grandeur naturelle, destiné à être fondu en bronze pour le Jardin d'acclimatation de Paris.

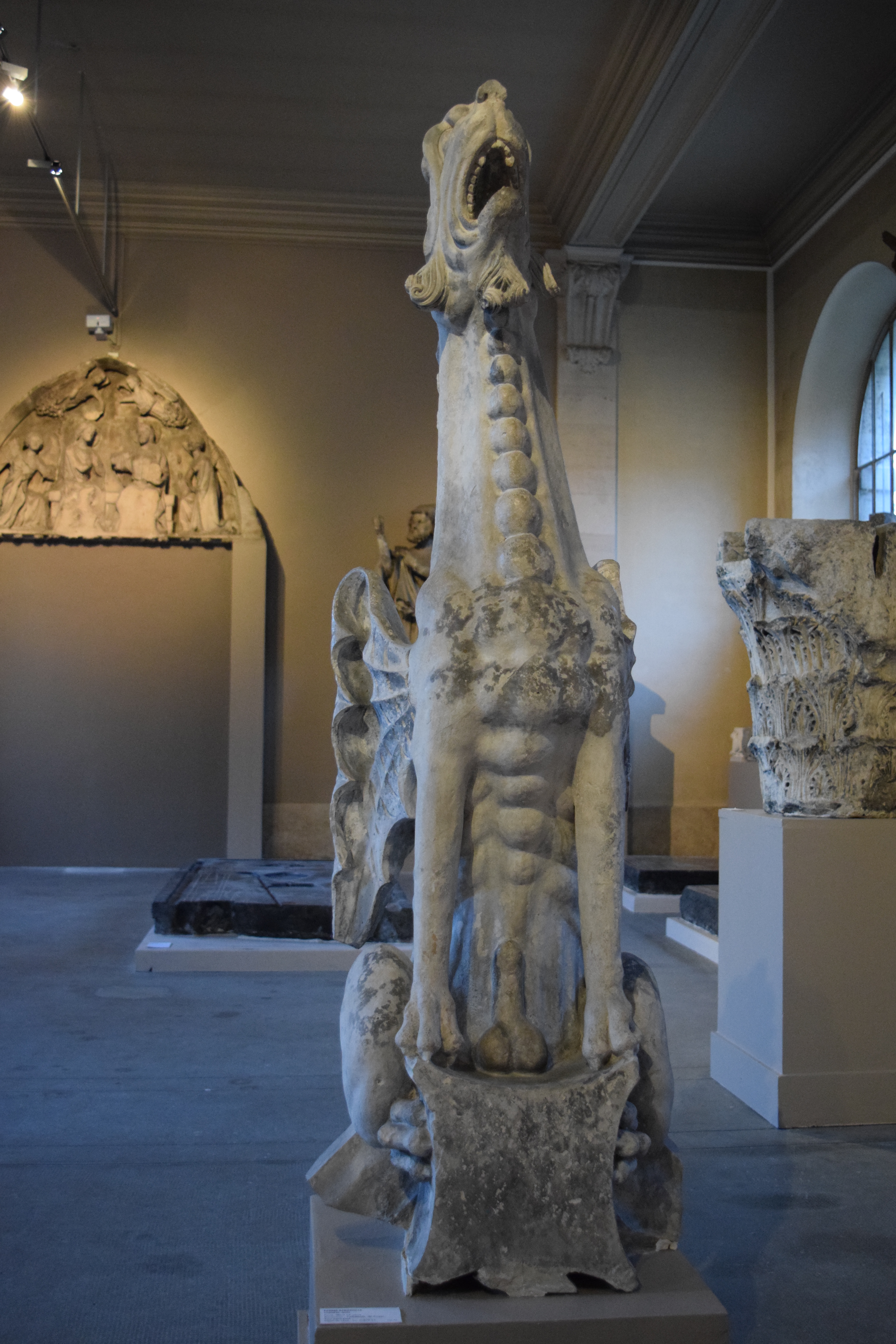
Gargouille de la cathédrale (XIVe siècle).
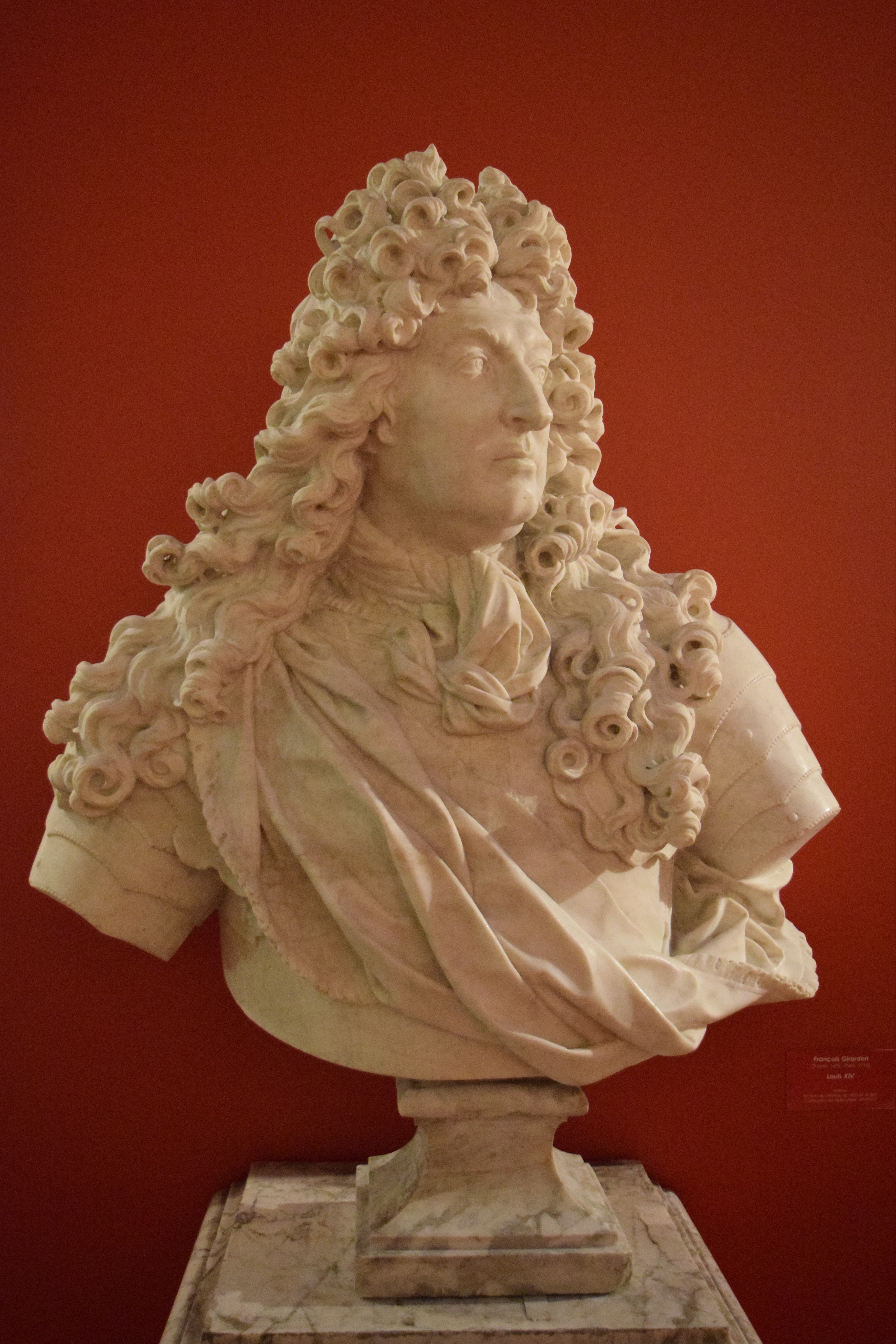
François Girardon, Louis XIV.
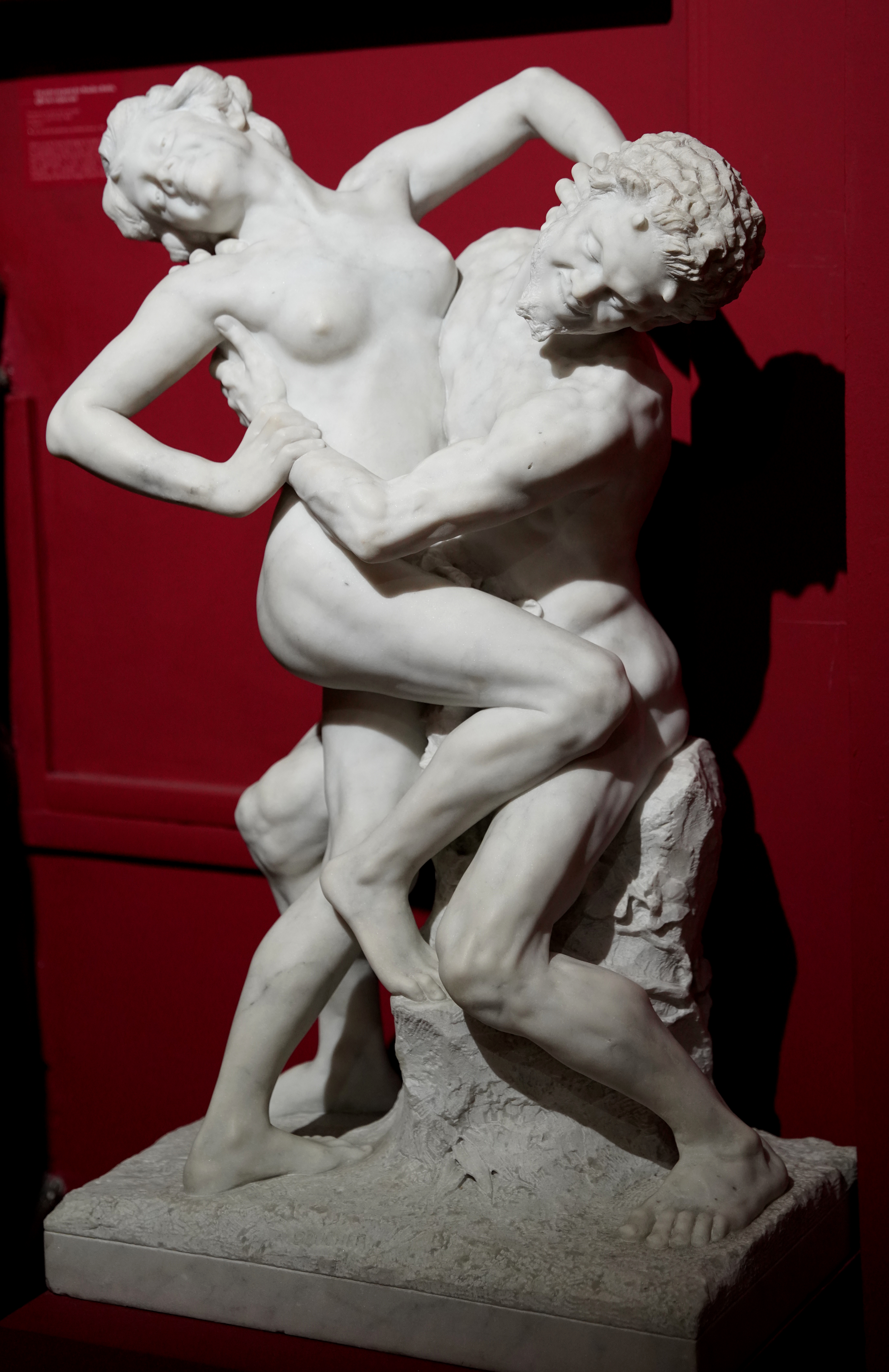
Alfred Boucher,  Faune.
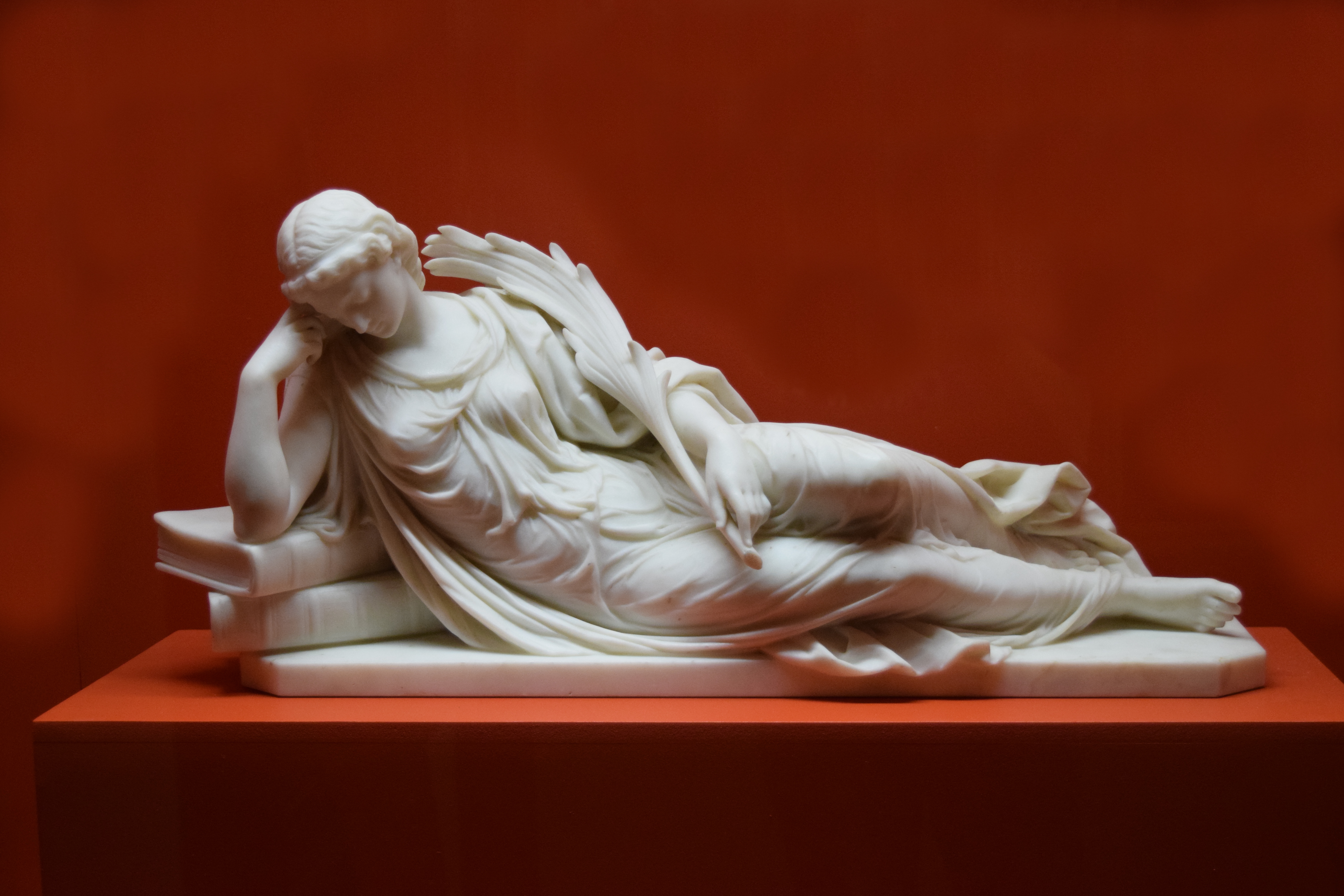
Jules Franceschi, La Foi.
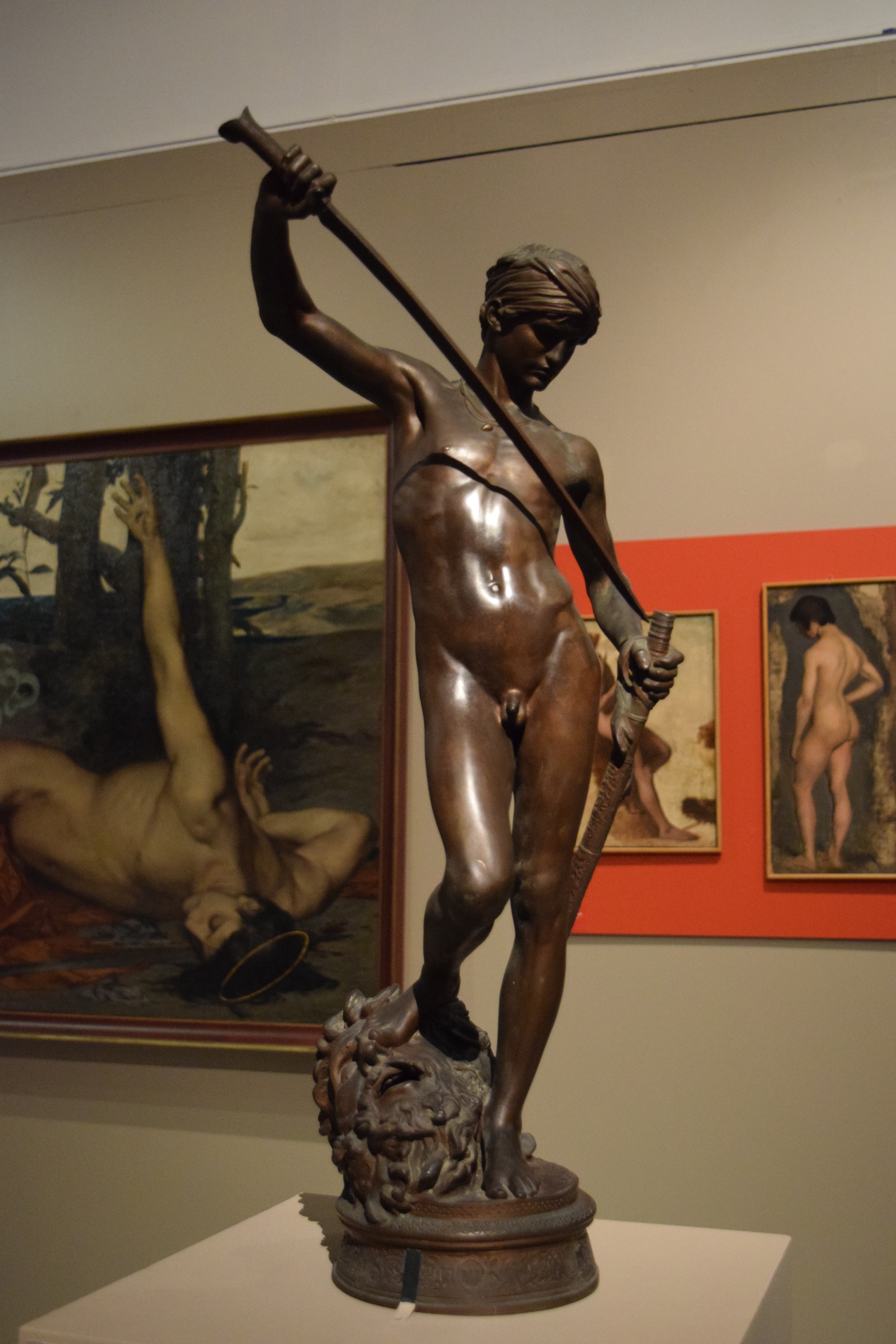
Antonin Mercié, David et Goliath.

### Émaux
Une série d'émaux du limousin.

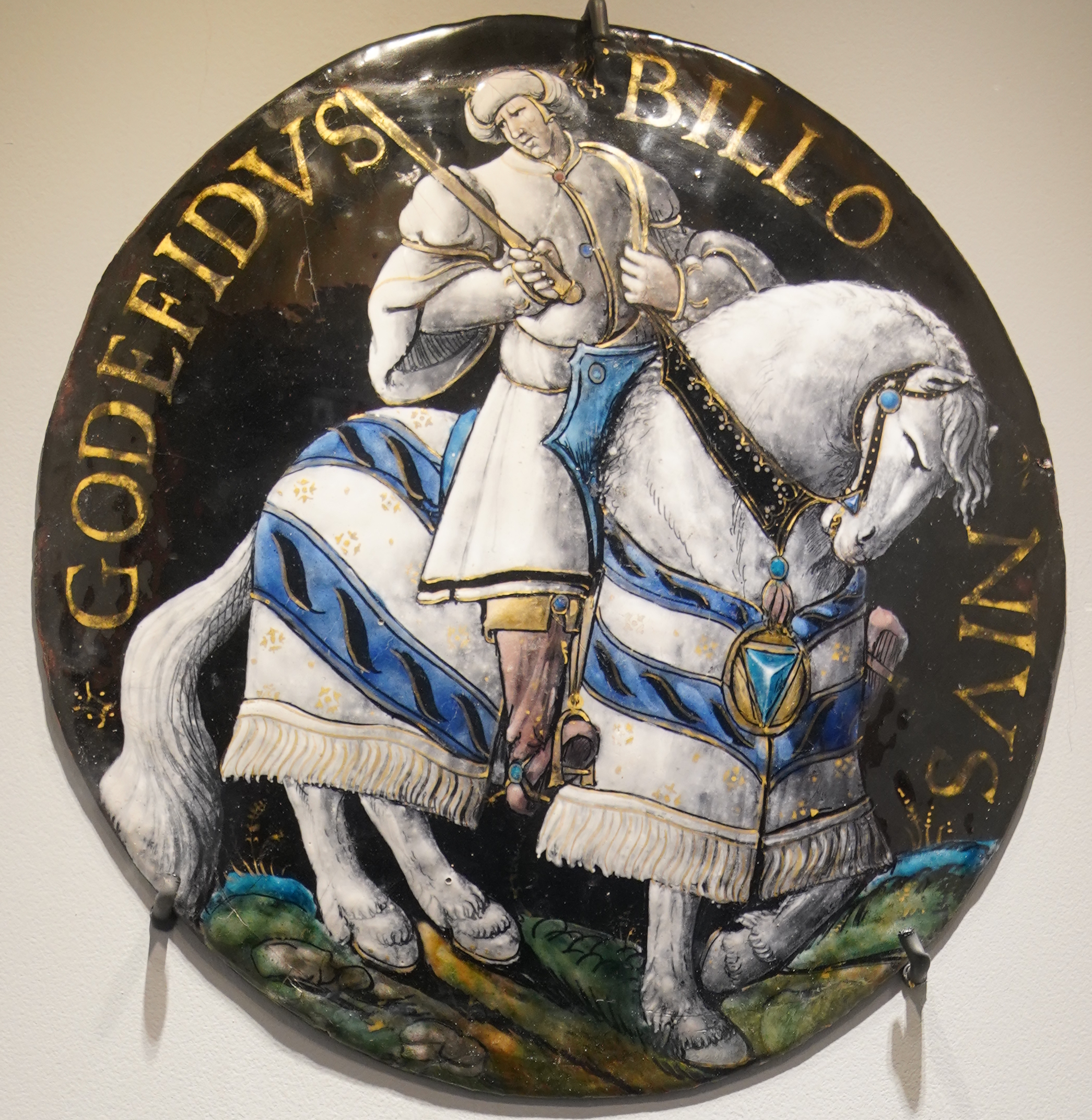
Godefroi de Bouillon par Colin Nouailher,
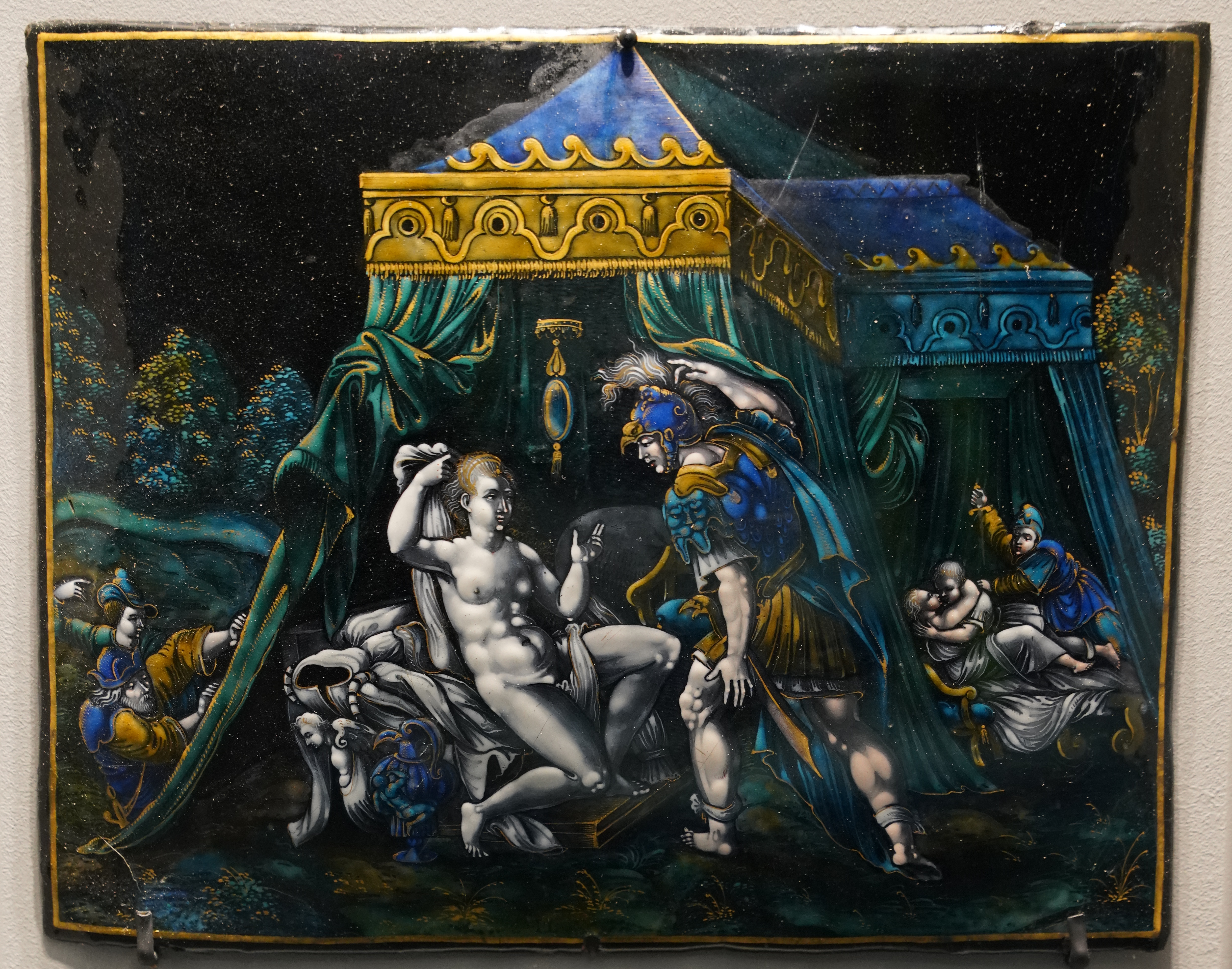
Francesca et Paolo par Jacques Laudin,
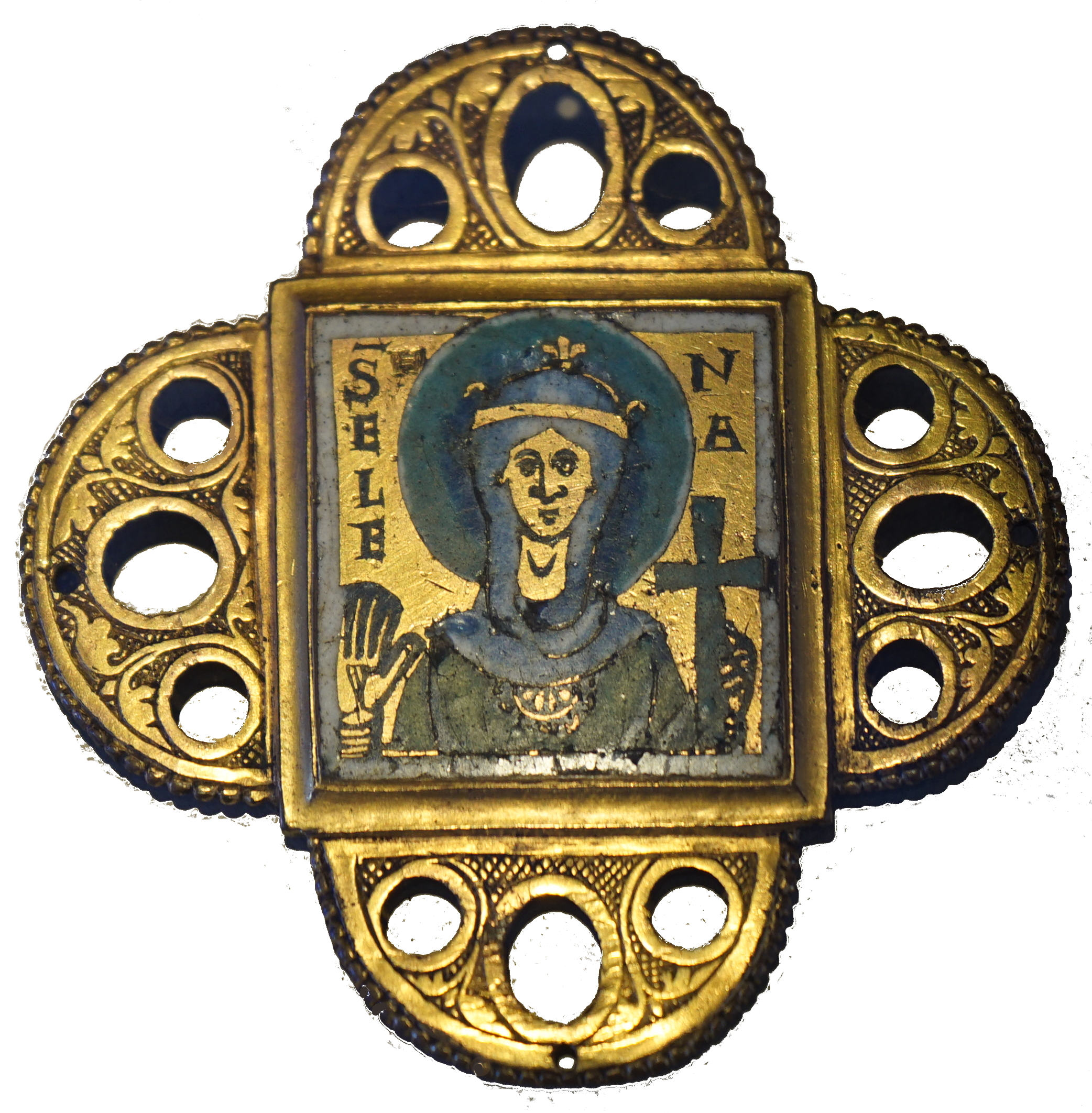
du Moyen Âge.